# Ekstraklasa w piłce nożnej (2022/2023)/Wyniki spotkań jesień

## Zestawienie wszystkich rozegranych meczów
Kliknięcie na wynik powoduje przejście do opisu danego spotkania.
| Gospodarz \ Gość      | CRA | GZA | JAG | KOR | LPO | LGD | LEG | MIE | PIA | POG | RAD | RAK | SMI | ŚLĄ | WAR | WID | WPŁ | ZLU |
| --------------------- | --- | --- | --- | --- | --- | --- | --- | --- | --- | --- | --- | --- | --- | --- | --- | --- | --- | --- |
| Cracovia              |     | 2–0 | 1–0 | 2–0 | 0–0 | 0–1 | 3–0 | 1–1 | 0–1 | 1–1 | 3–0 | 3–0 | 2–1 | 1–1 | 0–2 | 1–1 | 3–0 | 0–1 |
| Górnik Zabrze         | 0–2 |     | 1–1 | 1–1 | 1–2 | 1–1 | 0–1 | 0–3 | 3–3 | 2–1 | 0–0 | 1–0 | 1–3 | 2–0 | 2–0 | 3–0 | 3–2 | 2–3 |
| Jagiellonia Białystok | 1–1 | 2–1 |     | 4–1 | 1–2 | 1–0 | 2–5 | 2–1 | 2–0 | 2–0 | 1–2 | 1–2 | 4–0 | 1–1 | 3–1 | 0–2 | 1–1 | 2–2 |
| Korona Kielce         | 2–1 | 1–2 | 2–1 |     | 0–3 | 1–0 | 1–1 | 1–0 | 1–1 | 1–2 | 2–1 | 1–0 | 0–2 | 3–1 | 0–1 | 0–1 | 1–0 | 2–2 |
| Lech Poznań           | 3–0 | 0–1 | 2–0 | 3–2 |     | 5–0 | 0–0 | 1–0 | 1–0 | 2–2 | 1–0 | 1–2 | 0–2 | 0–1 | 2–0 | 2–0 | 1–3 | 1–2 |
| Lechia Gdańsk         | 1–2 | 2–1 | 2–2 | 0–1 | 0–3 |     | 1–0 | 4–0 | 1–3 | 0–1 | 1–3 | 0–3 | 1–0 | 0–0 | 0–0 | 0–0 | 1–0 | 1–3 |
| Legia Warszawa        | 2–2 | 2–2 | 5–1 | 3–2 | 2–2 | 2–1 |     | 3–2 | 2–0 | 1–1 | 1–0 | 3–1 | 2–0 | 3–1 | 1–0 | 2–2 | 2–0 | 2–0 |
| Miedź Legnica         | 1–1 | 0–0 | 1–1 | 2–2 | 2–2 | 2–1 | 2–2 |     | 0–1 | 2–4 | 0–0 | 0–2 | 0–2 | 1–0 | 1–2 | 0–1 | 2–1 | 0–1 |
| Piast Gliwice         | 2–1 | 1–0 | 1–1 | 2–1 | 1–1 | 3–0 | 0–1 | 2–1 |     | 0–0 | 1–2 | 0–1 | 4–0 | 1–1 | 0–2 | 1–2 | 1–0 | 0–1 |
| Pogoń Szczecin        | 3–2 | 1–4 | 1–0 | 0–0 | 2–2 | 2–1 | 2–1 | 3–2 | 1–1 |     | 4–0 | 0–2 | 4–2 | 0–2 | 3–1 | 2–1 | 2–2 | 3–0 |
| Radomiak Radom        | 0–2 | 0–3 | 0–0 | 0–2 | 1–1 | 4–1 | 0–2 | 1–1 | 0–1 | 1–2 |     | 0–0 | 1–0 | 2–0 | 2–3 | 3–1 | 2–0 | 0–1 |
| Raków Częstochowa     | 4–1 | 2–0 | 2–2 | 1–0 | 0–2 | 4–0 | 4–0 | 1–0 | 1–0 | 1–0 | 3–0 |     | 3–2 | 4–1 | 1–0 | 2–0 | 7–1 | 1–1 |
| Stal Mielec           | 2–0 | 0–1 | 1–1 | 2–1 | 0–0 | 0–0 | 0–1 | 1–1 | 0–2 | 4–2 | 1–1 | 0–0 |     | 2–0 | 1–0 | 0–3 | 1–1 | 3–0 |
| Śląsk Wrocław         | 1–1 | 4–1 | 2–2 | 1–1 | 2–1 | 2–1 | 0–0 | 4–2 | 0–1 | 2–1 | 0–1 | 1–4 | 1–1 |     | 0–2 | 0–0 | 3–1 | 0–3 |
| Warta Poznań          | 0–0 | 0–0 | 2–0 | 5–1 | 0–1 | 2–0 | 1–0 | 1–1 | 1–1 | 1–2 | 1–2 | 1–1 | 1–1 | 3–1 |     | 0–1 | 0–4 | 2–2 |
| Widzew Łódź           | 2–0 | 2–3 | 1–1 | 0–3 | 1–2 | 2–3 | 1–2 | 1–0 | 2–3 | 3–3 | 1–3 | 0–0 | 0–2 | 1–0 | 0–2 |     | 2–1 | 3–0 |
| Wisła Płock           | 1–0 | 1–1 | 2–4 | 2–1 | 0–1 | 3–0 | 2–1 | 4–1 | 1–0 | 0–1 | 1–1 | 1–2 | 0–0 | 1–2 | 1–0 | 1–1 |     | 2–0 |
| Zagłębie Lubin        | 0–2 | 0–2 | 1–1 | 1–1 | 1–1 | 0–3 | 1–2 | 2–1 | 0–2 | 0–1 | 0–1 | 1–2 | 2–0 | 0–0 | 0–0 | 2–0 | 2–1 |     |

1. ↑  Mecz przerwany w 79. minucie przy stanie 0-1 z powodu użycia środków pirotechnicznych[1][2].

## Jesień (15 lipca – 13 listopada)
Źródło 1:
Źródło 2:
Źródło 3:

### 1. kolejka (15 – 18 lipca)
| 115 lipca 2022 | Raków Częstochowa | 1:0   | Warta Poznań | |
| 18:00          | Gutkovskis 79'    | (0:0) |              | Miejski Stadion Piłkarski Raków w Częstochowie, Częstochowa Widzów: 4 837 Sędzia: Jarosław Przybył (Kluczbork) |
| 18:00          | Tudor 64'         | (0:0) | 76' Kiełb    | Miejski Stadion Piłkarski Raków w Częstochowie, Częstochowa Widzów: 4 837 Sędzia: Jarosław Przybył (Kluczbork) |

| 215 lipca 2022 | Zagłębie Lubin | 0:0   | Śląsk Wrocław                                      |                                                                                 |
| 20:30          |                | (0:0) |                                                    | Stadion Zagłębia Lubin, Lubin Widzów: 9 890 Sędzia: Paweł Raczkowski (Warszawa) |
| 20:30          | Starzyński 75' | (0:0) | 45' Samiec-Talar · 49' Jastrzembski · 75' Expósito | Stadion Zagłębia Lubin, Lubin Widzów: 9 890 Sędzia: Paweł Raczkowski (Warszawa) |

| 316 lipca 2022 | Lech Poznań  | 0:2   | Stal Mielec               |                                                                      |
| 15:00          |              | (0:1) | 14' Wlazło · 64' Domański | Stadion Poznań, Poznań Widzów: 12 421 Sędzia: Damian Kos (Wejherowo) |
| 15:00          | Pingot 45+2' | (0:1) | 40' Wlazło                | Stadion Poznań, Poznań Widzów: 12 421 Sędzia: Damian Kos (Wejherowo) |

| 416 lipca 2022 | Jagiellonia Białystok                         | 2:0   | Piast Gliwice                      |                                                                               |
| 17:30          | Imaz 29' · Kowalski 90+4'                     | (1:0) |                                    | Stadion Miejski, Białystok Widzów: 8 236 Sędzia: Daniel Stefański (Bydgoszcz) |
| 17:30          | Imaz 70' · Pospíšil 74' · Gual 75' · Țîru 86' | (1:0) | 18' Chrapek · 58' Huk · 84' Ameyaw | Stadion Miejski, Białystok Widzów: 8 236 Sędzia: Daniel Stefański (Bydgoszcz) |

| 516 lipca 2022 | Korona Kielce                | 1:1   | Legia Warszawa                                        |                                                                    |
| 20:00          | Łukowski 82'                 | (0:0) | 72' Muçi                                              | Suzuki Arena, Kielce Widzów: 14 515 Sędzia: Tomasz Musiał (Kraków) |
| 20:00          | Podgórski 29' · Śpiączka 90' | (0:0) | 45+2', 61' Wieteska · 45+5' Josué · 90+2' Jędrzejczyk | Suzuki Arena, Kielce Widzów: 14 515 Sędzia: Tomasz Musiał (Kraków) |

| 617 lipca 2022 | Radomiak Radom | 1:1   | Miedź Legnica                                                | |
| 12:30          | Abramowicz 80' | (0:0) | 53' Śliwa                                                    | Stadion Lekkoatletyczno-Piłkarski im. Marszałka Józefa Piłsudskiego, Radom Widzów: 4 120 Sędzia: Krzysztof Jakubik Siedlce |
| 12:30          | Leândro 63'    | (0:0) | 20', 57' Mijušković · 42' Chuca · 90' Matynia · 90+3' Obieta | Stadion Lekkoatletyczno-Piłkarski im. Marszałka Józefa Piłsudskiego, Radom Widzów: 4 120 Sędzia: Krzysztof Jakubik Siedlce |

| 717 lipca 2022 | Wisła Płock                            | 3:0   | Lechia Gdańsk                          |                                                                                 |
| 15:00          | Sekulski 43' · Davo 76' · Kocyła 90+1' | (1:0) |                                        | Stadion im. Kazimierza Górskiego, Płock Widzów: 3 105 Sędzia: Piotr Lasyk Bytom |
| 15:00          | Pawlak 78'                             | (1:0) | 28' Nalepa · 63' Conrado · 67' Kubicki | Stadion im. Kazimierza Górskiego, Płock Widzów: 3 105 Sędzia: Piotr Lasyk Bytom |

| 817 lipca 2022 | Pogoń Szczecin                 | 2:1   | Widzew Łódź        | |
| 17:30          | Zahovič 45' · Biczachczian 71' | (1:1) | 19' Pawłowski      | Stadion Miejski im. Floriana Krygiera, Szczecin Widzów: 9 339 Sędzia: Damian Sylwestrzak (Wrocław) |
| 17:30          | Malec 57'                      | (1:1) | 30' Kun · 79' Żyro | Stadion Miejski im. Floriana Krygiera, Szczecin Widzów: 9 339 Sędzia: Damian Sylwestrzak (Wrocław) |

| 918 lipca 2022 | Górnik Zabrze                        | 0:2   | Cracovia                 |                                                                                 |
| 19:00          |                                      | (0:2) | 24' Loshaj · 41' Rakoczy | Stadion im. Ernesta Pohla, Zabrze Widzów: 16 748 Sędzia: Łukasz Kuźma Białystok |
| 19:00          | Janža 13' · Dadok 36' · Krawczyk 72' | (0:2) |                          | Stadion im. Ernesta Pohla, Zabrze Widzów: 16 748 Sędzia: Łukasz Kuźma Białystok |

### 2. kolejka (22 – 25 lipca)
| 122 lipca 2022 | Warta Poznań                  | 0:4   | Wisła Płock                     | |
| 18:00          |                               | (0:3) | 14', 21' Wolski · 45', 47' Davo | Stadion Dyskobolii Grodzisk Wielkopolski, Grodzisk Wielkopolski Widzów: 1 575 Sędzia: Paweł Malec (Łódź) |
| 18:00          | Corryn 5' · Pleśnierowicz 64' | (0:3) | 29' Tomasik                     | Stadion Dyskobolii Grodzisk Wielkopolski, Grodzisk Wielkopolski Widzów: 1 575 Sędzia: Paweł Malec (Łódź) |

| 222 lipca 2022 | Jagiellonia Białystok | 0:2   | Widzew Łódź                 |                                                                          |
| 20:30          |                       | (0:0) | 72' Pawłowski · 84' Sánchez | Stadion Miejski, Białystok Widzów: 11 781 Sędzia: Piotr Urban (Warszawa) |
| 20:30          | Přikryl 8'            | (0:0) | 83' Hansen · 87' Kun        | Stadion Miejski, Białystok Widzów: 11 781 Sędzia: Piotr Urban (Warszawa) |

| 323 lipca 2022 | Cracovia                              | 2:0   | Korona Kielce             | |
| 17:45          | Szymusik 29' (sam.) · Rasmussen 90+4' | (1:0) |                           | Stadion Cracovii im. Józefa Piłsudskiego, Kraków Widzów: 8 159 Sędzia: Damian Sylwestrzak (Wrocław) |
| 17:45          | Ghiță 25' · Kakabadze 90'             | (1:0) | 55' Petrow · 82' Szymusik | Stadion Cracovii im. Józefa Piłsudskiego, Kraków Widzów: 8 159 Sędzia: Damian Sylwestrzak (Wrocław) |

| 423 lipca 2022 | Legia Warszawa                          | 2:0   | Zagłębie Lubin                   | |
| 20:00          | Wszołek 25', 90+4' (k)                  | (1:0) |                                  | Stadion Miejski Legii Warszawa im. Marszałka Józefa Piłsudskiego, Warszawa Widzów: 12 216 Sędzia: Piotr Lasyk (Bytom) |
| 20:00          | Rose 5' · Kapustka 49' · Wieteska 90+2' | (1:0) | 7' Giorbelidze · 77' Poletanović | Stadion Miejski Legii Warszawa im. Marszałka Józefa Piłsudskiego, Warszawa Widzów: 12 216 Sędzia: Piotr Lasyk (Bytom) |

| 524 lipca 2022 | Śląsk Wrocław                                | 2:1   | Pogoń Szczecin   |                                                                         |
| 17:30          | Jastrzembski 4' · Grétarsson 55'             | (1:1) | 30' Biczachczian | Tarczyński Arena, Wrocław Widzów: 10 879 Sędzia: Tomasz Musiał (Kraków) |
| 17:30          | 51' Biczachczian · 53' Zech · 73' Kucharczyk | (1:1) |                  | Tarczyński Arena, Wrocław Widzów: 10 879 Sędzia: Tomasz Musiał (Kraków) |

| 625 lipca 2022 | Stal Mielec                    | 1:1   | Radomiak Radom                            | |
| 19:00          | Hamulić 70'                    | (0:0) | 55' Abramowicz                            | Stadion Miejskiego Ośrodka Sportu i Rekreacji w Mielcu, Mielec Widzów: 5 827 Sędzia: Szymon Marciniak (Płock) |
| 19:00          | Barauskas 42' · Lebedyński 77' | (0:0) | 28' Cichocki · 34' Nascimento · 72' Rossi | Stadion Miejskiego Ośrodka Sportu i Rekreacji w Mielcu, Mielec Widzów: 5 827 Sędzia: Szymon Marciniak (Płock) |

| 76 października 2022 | Piast Gliwice                  | 0:1   | Raków Częstochowa                   |                                                                            |
| 20:45                |                                | (0:0) | 90+10' Tudor                        | Stadion Miejski, Gliwice Widzów: 3 017 Sędzia: Krzysztof Jakubik (Siedlce) |
| 20:45                | Hateley 90+7' · Dziczek 90+11' | (0:0) | 54' Koczerhin · 57', 90+4' Petrášek | Stadion Miejski, Gliwice Widzów: 3 017 Sędzia: Krzysztof Jakubik (Siedlce) |

| 818 listopada 2022 | Lechia Gdańsk                | 2:1   | Górnik Zabrze                                                   |                                                                                    |
| 20:30              | Maloča 84' · Zwoliński 90+6' | (0:1) | 45+1' Bergström                                                 | Polsat Plus Arena Gdańsk, Gdańsk Widzów: 5 297 Sędzia: Paweł Raczkowski (Warszawa) |
| 20:30              | Terrazzino 51' · Kuciak 73'  | (0:1) | 57' Jensen · 66' Krawczyk · 79' Jules · 88' Janža · 90+4' Dadok | Polsat Plus Arena Gdańsk, Gdańsk Widzów: 5 297 Sędzia: Paweł Raczkowski (Warszawa) |

| 91 lutego 2023 | Miedź Legnica                                              | 2:2   | Lech Poznań                     |                                                                                       |
| 19:00          | Narsingh 16' · Masouras 76'                                | (1:1) | 36' Marchwiński · 67' (k) Ishak | Stadion Miejski w Legnicy, Legnica Widzów: 4 547 Sędzia: Daniel Stefański (Bydgoszcz) |
| 19:00          | Drygas 24' · Carolina 49' · Abramowicz 66' · Dominguez 68' | (1:1) |                                 | Stadion Miejski w Legnicy, Legnica Widzów: 4 547 Sędzia: Daniel Stefański (Bydgoszcz) |

### 3. kolejka (29 lipca – 1 sierpnia)
| 129 lipca 2022 | Piast Gliwice          | 0:1   | Zagłębie Lubin                                                  |                                                                            |
| 18:00          |                        | (0:0) | 61' Gaprindaszwili                                              | Stadion Miejski, Gliwice Widzów: 3 412 Sędzia: Krzysztof Jakubik (Siedlce) |
| 18:00          | Reiner 45' · Toril 59' | (0:0) | 11' Ławniczak · 39' Łakomy · 64' Gaprindaszwili · 86' Bieszczad | Stadion Miejski, Gliwice Widzów: 3 412 Sędzia: Krzysztof Jakubik (Siedlce) |

| 229 lipca 2022 | Cracovia                                            | 3:0   | Legia Warszawa           |                                                                                             |
| 20:30          | Rakoczy 37' · Makuch 51' (k) · Källman 90+3'        | (1:0) |                          | Stadion Cracovii im. Józefa Piłsudskiego, Kraków Widzów: 13 128 Sędzia: Damian Kos (Gdańsk) |
| 20:30          | Myszor 49' · Jugas 56' · Oshima 64' · Jablonský 87' | (1:0) | 49' Josué · 82' Kastrati | Stadion Cracovii im. Józefa Piłsudskiego, Kraków Widzów: 13 128 Sędzia: Damian Kos (Gdańsk) |

| 330 lipca 2022 | Radomiak Radom                                          | 0:3   | Górnik Zabrze                                         | |
| 17:30          |                                                         | (0:2) | 28', 64' Włodarczyk · 32' Nowak                       | Stadion Lekkoatletyczno-Piłkarski im. Marszałka Józefa Piłsudskiego, Radom Widzów: 3 701 Sędzia: Łukasz Szczech (Warszawa) |
| 17:30          | Rossi 16' · Maurides 74' · Nascimento 77' · Machado 80' | (0:2) | 18' Jensen · 56' Janicki · 73' Janža · 90+1' Stalmach | Stadion Lekkoatletyczno-Piłkarski im. Marszałka Józefa Piłsudskiego, Radom Widzów: 3 701 Sędzia: Łukasz Szczech (Warszawa) |

| 430 lipca 2022 | Miedź Legnica                              | 1:2   | Warta Poznań                                        |                                                                                     |
| 20:00          | Henríquez 23'                              | (1:1) | 22' Zreľák · 60' Żurawski                           | Stadion Miejski w Legnicy, Legnica Widzów: 4 061 Sędzia: Patryk Gryckiewicz (Toruń) |
| 20:00          | Gammelby 6' · Martínez 33' · Dominguez 58' | (1:1) | 87' Kościelny · 89' Pleśnierowicz · 90' Stawropulos | Stadion Miejski w Legnicy, Legnica Widzów: 4 061 Sędzia: Patryk Gryckiewicz (Toruń) |

| 531 lipca 2022 | Pogoń Szczecin                                   | 1:0   | Jagiellonia Białystok |                                                                                           |
| 15:00          | Almqvist 8'                                      | (1:0) |                       | Stadion Miejski im. Floriana Krygiera, Szczecin Widzów: 8 981 Sędzia: Piotr Lasyk (Bytom) |
| 15:00          | Kowalczyk 78' · Fornalczyk 90+4' · Stipica 90+6' | (1:0) | 75' Nené · 90+6' Gual | Stadion Miejski im. Floriana Krygiera, Szczecin Widzów: 8 981 Sędzia: Piotr Lasyk (Bytom) |

| 631 lipca 2022 | Lech Poznań                     | 1:3   | Wisła Płock                           |                                                                           |
| 17:30          | Skóraś 69'                      | (0:1) | 45' Vallo · 50' Wolski · 89' Kolar    | Stadion Poznań, Poznań Widzów: 14 131 Sędzia: Paweł Raczkowski (Warszawa) |
| 17:30          | Karlström 41' · Kvekveskiri 79' | (0:1) | 39' Wolski · 52' Furman · 82' Tomasik | Stadion Poznań, Poznań Widzów: 14 131 Sędzia: Paweł Raczkowski (Warszawa) |

| 731 lipca 2022 | Raków Częstochowa                         | 3:2   | Stal Mielec                    | |
| 17:30          | Sorescu 4' · Piasecki 57' · López 71' (k) | (1:1) | 31' Wlazło · 85' Kasperkiewicz | Miejski Stadion Piłkarski Raków w Częstochowie, Częstochowa Widzów: 4 438 Sędzia: Daniel Stefański (Bydgoszcz) |
| 17:30          | López 22' · Racovițan 30' · Piasecki 33'  | (1:1) | 14' Wlazło · 80' Hiszpański    | Miejski Stadion Piłkarski Raków w Częstochowie, Częstochowa Widzów: 4 438 Sędzia: Daniel Stefański (Bydgoszcz) |

| 831 lipca 2022 | Widzew Łódź                     | 2:3   | Lechia Gdańsk                                         |                                                                            |
| 20:00          | Pawłowski 12' (k) · Sánchez 71' | (1:2) | 5' Gajos · 40' Zwoliński · 85' Paixão                 | Stadion Widzewa Łódź, Łódź Widzów: 16 486 Sędzia: Szymon Marciniak (Płock) |
| 20:00          | Sánchez 70' · Shehu 90+3'       | (1:2) | 30' Gajos · 71' Nalepa · 79' Clemens · 90+2' Buchalik | Stadion Widzewa Łódź, Łódź Widzów: 16 486 Sędzia: Szymon Marciniak (Płock) |

| 91 sierpnia 2022 | Korona Kielce                          | 3:1   | Śląsk Wrocław |                                                                  |
| 19:00            | Śpiączka 27', 90+4' · Łukowski 35'     | (2:0) | 47' Yeboah    | Suzuki Arena, Kielce Widzów: 9 940 Sędzia: Tomasz Wajda (Żywiec) |
| 19:00            | Deja 25' · Balić 43' · Sewerzyński 87' | (2:0) | 42' Olsen     | Suzuki Arena, Kielce Widzów: 9 940 Sędzia: Tomasz Wajda (Żywiec) |

### 4. kolejka (5 – 8 sierpnia)
| 15 sierpnia 2022 | Stal Mielec                          | 2:0   | Cracovia | |
| 18:00            | Pestka 43' (sam.) · Domański 59' (k) | (1:0) |          | Stadion Miejskiego Ośrodka Sportu i Rekreacji w Mielcu, Mielec Widzów: 6 543 Sędzia: Jarosław Przybył (Kluczbork) |
| 18:00            | 44', 57' Jablonský · 70' Kakabadze   | (1:0) |          | Stadion Miejskiego Ośrodka Sportu i Rekreacji w Mielcu, Mielec Widzów: 6 543 Sędzia: Jarosław Przybył (Kluczbork) |

| 25 sierpnia 2022 | Legia Warszawa            | 2:0   | Piast Gliwice                          | |
| 20:30            | Muçi 47' · Mladenović 51' | (0:0) |                                        | Stadion Miejski Legii Warszawa im. Marszałka Józefa Piłsudskiego, Warszawa Widzów: 19 045 Sędzia: Tomasz Musiał (Kraków) |
| 20:30            | Rose 29' · Baku 70'       | (0:0) | 29' Wilczek · 51' Kaput · 90+2' Reiner | Stadion Miejski Legii Warszawa im. Marszałka Józefa Piłsudskiego, Warszawa Widzów: 19 045 Sędzia: Tomasz Musiał (Kraków) |

| 36 sierpnia 2022 | Lechia Gdańsk               | 0:1   | Korona Kielce                                           |                                                                               |
| 15:00            |                             | (0:1) | 22' (sam.) Nalepa                                       | Polsat Plus Arena Gdańsk, Gdańsk Widzów: 8 370 Sędzia: Łukasz Kuźma Białystok |
| 15:00            | Nalepa 90+5' · Maloča 90+8' | (0:1) | 18' Takáč · 36' Petrow · 45' Szymusik · 90+4' Podgórski | Polsat Plus Arena Gdańsk, Gdańsk Widzów: 8 370 Sędzia: Łukasz Kuźma Białystok |

| 46 sierpnia 2022 | Jagiellonia Białystok                                   | 1:2   | Radomiak Radom                             |                                                                            |
| 17:30            | Gual 12'                                                | (1:0) | 63' (k) Nascimento · 90+4' Maurides        | Stadion Miejski, Białystok Widzów: 9 113 Sędzia: Krzysztof Jakubik Siedlce |
| 17:30            | Skrzypczak 23', 44' · Imaz 30' · Țîru 61' · Trubeha 69' | (1:0) | 24' Nascimento · 45' Alves · 45+5' Machado | Stadion Miejski, Białystok Widzów: 9 113 Sędzia: Krzysztof Jakubik Siedlce |

| 56 sierpnia 2022 | Śląsk Wrocław                | 0:0   | Widzew Łódź |                                                                         |
| 20:00            |                              | (0:0) |             | Tarczyński Arena, Wrocław Widzów: 15 145 Sędzia: Damian Kos (Wejherowo) |
| 20:00            | Grétarsson 18' · Olsen 90+1' | (0:0) |             | Tarczyński Arena, Wrocław Widzów: 15 145 Sędzia: Damian Kos (Wejherowo) |

| 67 sierpnia 2022 | Warta Poznań                                  | 1:2   | Pogoń Szczecin                                         | |
| 15:00            | Zreľák 47'                                    | (0:2) | 22' Grosicki · 24' (sam.) Ivanov                       | Stadion Dyskobolii Grodzisk Wielkopolski, Grodzisk Wielkopolski Widzów: 2 011 Sędzia: Damian Sylwestrzak (Wrocław) |
| 15:00            | Stawropulos 71' · Grobelny 90' · Zreľák 90+3' | (0:2) | 29' Triandafilopulos · 34' Łęgowski · 88' Biczachczian | Stadion Dyskobolii Grodzisk Wielkopolski, Grodzisk Wielkopolski Widzów: 2 011 Sędzia: Damian Sylwestrzak (Wrocław) |

| 77 sierpnia 2022 | Zagłębie Lubin | 1:1   | Lech Poznań   |                                                                                 |
| 17:30            | Łakomy 58'     | (0:0) | 66' (k) Ishak | Stadion Zagłębia Lubin, Lubin Widzów: 11 039 Sędzia: Bartosz Frankowski (Toruń) |
| 17:30            | Kopacz 85'     | (0:0) | 62' Karlström | Stadion Zagłębia Lubin, Lubin Widzów: 11 039 Sędzia: Bartosz Frankowski (Toruń) |

| 87 sierpnia 2022 | Górnik Zabrze                                        | 1:0   | Raków Częstochowa                       |                                                                                   |
| 20:00            | Paluszek 45'                                         | (1:0) |                                         | Stadion im. Ernesta Pohla, Zabrze Widzów: 16 905 Sędzia: Szymon Marciniak (Płock) |
| 20:00            | Kotzke 40' · Włodarczyk 47' · Manneh 66' · Jules 78' | (1:0) | 31' Sorescu · 73' Tudor · 90+3' Wdowiak | Stadion im. Ernesta Pohla, Zabrze Widzów: 16 905 Sędzia: Szymon Marciniak (Płock) |

| 98 sierpnia 2022 | Wisła Płock                                            | 4:1   | Miedź Legnica |                                                                                     |
| 19:00            | Vallo 26' · Davo 38' · Lewandowski 90+1' · Kolar 90+4' | (2:1) | 36' Chuca     | Stadion im. Kazimierza Górskiego, Płock Widzów: 3 500 Sędzia: Wojciech Myć (Lublin) |
| 19:00            | Michalski 70' · Kocyła 78' · Mokrzycki 83'             | (2:1) | 86' Gammelby  | Stadion im. Kazimierza Górskiego, Płock Widzów: 3 500 Sędzia: Wojciech Myć (Lublin) |

### 5. kolejka (12 – 15 sierpnia)
| 112 sierpnia 2022 | Miedź Legnica                                                              | 0:1   | Zagłębie Lubin        |                                                                             |
| 18:00             |                                                                            | (0:0) | 52' (sam.) Aurtenetxe | Stadion Miejski w Legnicy, Legnica Widzów: 5 188 Sędzia: Paweł Malec (Łódź) |
| 18:00             | Kobacki 44' · Matuszek 54' · Henríquez 57' · Martínez 61' · Aurtenetxe 84' | (0:0) | 48' Kopacz            | Stadion Miejski w Legnicy, Legnica Widzów: 5 188 Sędzia: Paweł Malec (Łódź) |

| 212 sierpnia 2022 | Widzew Łódź                                     | 1:2   | Legia Warszawa               |                                                                            |
| 20:30             | Lipski 90+10'                                   | (0:2) | 30' Johansson · 42' Kapustka | Stadion Widzewa Łódź, Łódź Widzów: 17 045 Sędzia: Szymon Marciniak (Płock) |
| 20:30             | Pawłowski 63' · Sánchez 80' · Czorbadżijski 89' | (0:2) | 9' Rose · 45+2' Jędrzejczyk  | Stadion Widzewa Łódź, Łódź Widzów: 17 045 Sędzia: Szymon Marciniak (Płock) |

| 313 sierpnia 2022 | Cracovia                                 | 0:1   | Piast Gliwice              | |
| 17:30             |                                          | (0:0) | 70' Félix                  | Stadion Cracovii im. Józefa Piłsudskiego, Kraków Widzów: 7 654 Sędzia: Paweł Raczkowski (Warszawa) |
| 17:30             | Rakoczy 54' · Kakabadze 59' · Râpă 90+3' | (0:0) | 59' Katranis · 74' Chrapek | Stadion Cracovii im. Józefa Piłsudskiego, Kraków Widzów: 7 654 Sędzia: Paweł Raczkowski (Warszawa) |

| 413 sierpnia 2022 | Górnik Zabrze                              | 1:3   | Stal Mielec                       |                                                                                     |
| 17:30             | Olkowski 13'                               | (1:2) | 42' Hamulić · 45+3', 46' Domański | Stadion im. Ernesta Pohla, Zabrze Widzów: 13 043 Sędzia: Bartosz Frankowski (Toruń) |
| 17:30             | Włodarczyk 44' · Janicki 45+2' · Broll 85' | (1:2) | 67' Mrozek                        | Stadion im. Ernesta Pohla, Zabrze Widzów: 13 043 Sędzia: Bartosz Frankowski (Toruń) |

| 513 sierpnia 2022 | Pogoń Szczecin             | 2:2   | Wisła Płock                     | |
| 20:00             | Łęgowski 21' · Zahovič 75' | (1:0) | 48' (k) Wolski · 88' Krivotsyuk | Stadion Miejski im. Floriana Krygiera, Szczecin Widzów: 9 124 Sędzia: Daniel Stefański (Bydgoszcz) |
| 20:00             | Stipica 47' · Łęgowski 55' | (1:0) | 90' Gradecki                    | Stadion Miejski im. Floriana Krygiera, Szczecin Widzów: 9 124 Sędzia: Daniel Stefański (Bydgoszcz) |

| 614 sierpnia 2022 | Radomiak Radom                                            | 4:1   | Lechia Gdańsk                    | |
| 15:00             | Maurides 4' · Alves 18' · Nascimento 55' (k) · Feliks 76' | (2:1) | 26' (k) Paixão                   | Stadion Lekkoatletyczno-Piłkarski im. Marszałka Józefa Piłsudskiego, Radom Widzów: 3 622 Sędzia: Tomasz Musiał (Kraków) |
| 15:00             | Cichocki 25' · Pawłowski 90+1'                            | (2:1) | 26' Piła · 42' Stec · 54' Nalepa | Stadion Lekkoatletyczno-Piłkarski im. Marszałka Józefa Piłsudskiego, Radom Widzów: 3 622 Sędzia: Tomasz Musiał (Kraków) |

| 714 sierpnia 2022 | Raków Częstochowa            | 2:2   | Jagiellonia Białystok                                                           | |
| 17:30             | Nowak 3' · Nastić 10' (sam.) | (2:0) | 63' Nené · 85' Imaz                                                             | Miejski Stadion Piłkarski Raków w Częstochowie, Częstochowa Widzów: 5 348 Sędzia: Damian Sylwestrzak (Wrocław) |
| 17:30             | Racovițan 74' · Arsenić 82'  | (2:0) | 40' Romanczuk · 75' Přikryl · 75' Țîru · 79' Nené · 88' Gual · 90+7' Alomerović | Miejski Stadion Piłkarski Raków w Częstochowie, Częstochowa Widzów: 5 348 Sędzia: Damian Sylwestrzak (Wrocław) |

| 814 sierpnia 2022 | Lech Poznań                                          | 0:1   | Śląsk Wrocław |                                                                   |
| 20:00             |                                                      | (0:1) | 26' Schwarz   | Stadion Poznań, Poznań Widzów: 11 627 Sędzia: Piotr Lasyk (Bytom) |
| 20:00             | 37' Yeboah · 40' García · 45+1' Quintana · 52' Olsen | (0:1) |               | Stadion Poznań, Poznań Widzów: 11 627 Sędzia: Piotr Lasyk (Bytom) |

| 915 sierpnia 2022 | Korona Kielce                                          | 0:1                            | Warta Poznań       |                                                                       |
| 19:00             |                                                        |                                | 36' (k) Kopczyński | Suzuki Arena, Kielce Widzów: 12 743 Sędzia: Sebastian Krasny (Kraków) |
| 19:00             | Balić 12' · Śpiączka 41' · Sewerzyński 72' · Zebić 80' | 70' Stawropulos · 90+5' Corryn |                    | Suzuki Arena, Kielce Widzów: 12 743 Sędzia: Sebastian Krasny (Kraków) |

### 6. kolejka (19 – 22 sierpnia)
| 119 sierpnia 2022 | Jagiellonia Białystok     | 2:1   | Miedź Legnica                                   |                                                                       |
| 18:00             | Gual 69' (k) · Nené 90+6' | (0:1) | 32' (k) Henríquez                               | Stadion Miejski, Białystok Widzów: 8407 Sędzia: Tomasz Wajda (Żywiec) |
| 18:00             | Skrzypczak 31' · Nené 39' | (0:1) | 26' Martínez · 62', 68' Matynia · 78' Cacciabue | Stadion Miejski, Białystok Widzów: 8407 Sędzia: Tomasz Wajda (Żywiec) |

| 219 sierpnia 2022 | Legia Warszawa                                      | 2:2   | Górnik Zabrze                                                    | |
| 20:30             | Josué 83' (k) · Rose 90+2'                          | (0:1) | 26' Paluszek · 55' Krawczyk                                      | Stadion Miejski Legii Warszawa im. Marszałka Józefa Piłsudskiego, Warszawa Widzów: 23 210 Sędzia: Łukasz Kuźma (Białystok) |
| 20:30             | Kharatin 26' · Mladenović 45+1' · Jędrzejczyk 90+2' | (0:1) | 45+1' Paluszek · 81', 88' Jensen · 85' Szymański · 90+3' Bielica | Stadion Miejski Legii Warszawa im. Marszałka Józefa Piłsudskiego, Warszawa Widzów: 23 210 Sędzia: Łukasz Kuźma (Białystok) |

| 320 sierpnia 2022 | Wisła Płock           | 2:1   | Korona Kielce      |                                                                                            |
| 15:00             | Wolski 16' · Davo 60' | (1:0) | 90+7' (k) Śpiączka | Stadion im. Kazimierza Górskiego, Płock Widzów: 3500 Sędzia: Tomasz Kwiatkowski (Warszawa) |
| 15:00             | Pawlak 52'            | (1:0) | 82' Danek          | Stadion im. Kazimierza Górskiego, Płock Widzów: 3500 Sędzia: Tomasz Kwiatkowski (Warszawa) |

| 420 sierpnia 2022 | Śląsk Wrocław              | 1:1   | Cracovia             |                                                                       |
| 17:30             | Łyszczarz 45+2'            | (1:1) | 15' Makuch           | Tarczyński Arena, Wrocław Widzów: 9632 Sędzia: Damian Kos (Wejherowo) |
| 17:30             | Janasik 82' · Szromnik 84' | (1:1) | 8' Sipľak · 68' Râpă | Tarczyński Arena, Wrocław Widzów: 9632 Sędzia: Damian Kos (Wejherowo) |

| 520 sierpnia 2022 | Warta Poznań                                                | 0:1   | Widzew Łódź  | |
| 20:00             |                                                             | (0:0) | 90+3' Lipski | Stadion Dyskobolii Grodzisk Wielkopolski, Grodzisk Wielkopolski Widzów: 2187 Sędzia: Krzysztof Jakubik (Siedlce) |
| 20:00             | Zreľák 51' · Szymonowicz 67' · Kopczyński 78' · Grzesik 88' | (0:0) | 42' Sypek    | Stadion Dyskobolii Grodzisk Wielkopolski, Grodzisk Wielkopolski Widzów: 2187 Sędzia: Krzysztof Jakubik (Siedlce) |

| 621 sierpnia 2022 | Zagłębie Lubin                                | 0:1   | Radomiak Radom |                                                                        |
| 15:00             |                                               | (0:0) | 76' Rossi      | Stadion Zagłębia Lubin, Lubin Widzów: 4908 Sędzia: Piotr Lasyk (Bytom) |
| 15:00             | 1' Cichocki · 53' Abramowicz · 64' Nascimento | (0:0) |                | Stadion Zagłębia Lubin, Lubin Widzów: 4908 Sędzia: Piotr Lasyk (Bytom) |

| 721 sierpnia 2022 | Piast Gliwice                       | 4:0   | Stal Mielec                    |                                                                        |
| 17:30             | Wilczek 23', 50', 55' · Kądzior 73' | (1:0) |                                | Stadion Miejski, Gliwice Widzów: 3549 Sędzia: Szymon Marciniak (Płock) |
| 17:30             | Chrapek 43' · Katranis 68'          | (1:0) | 69' Kasperkiewicz · 69' Matras | Stadion Miejski, Gliwice Widzów: 3549 Sędzia: Szymon Marciniak (Płock) |

| 831 sierpnia 2022 | Raków Częstochowa                                                      | 1:0   | Pogoń Szczecin                                                               | |
| 18:00             | Wdowiak 55'                                                            | (0:0) |                                                                              | Miejski Stadion Piłkarski Raków w Częstochowie, Częstochowa Widzów: 5012 Sędzia: Paweł Raczkowski (Warszawa) |
| 18:00             | Kun 17' · Racovițan 32' · López 81' · Piasecki 88' · Papanikolau 90+3' | (0:0) | 35' Dąbrowski · 45' Zahovič · 86' Borges · 88' Fornalczyk · 90' Biczachczian | Miejski Stadion Piłkarski Raków w Częstochowie, Częstochowa Widzów: 5012 Sędzia: Paweł Raczkowski (Warszawa) |

| 931 sierpnia 2022 | Lechia Gdańsk                                          | 0:3   | Lech Poznań                              |                                                                                  |
| 20:30             |                                                        | (0:2) | 19' Kwekweskiri · 42' Velde · 60' Skóraś | Polsat Plus Arena Gdańsk, Gdańsk Widzów: 8036 Sędzia: Bartosz Frankowski (Toruń) |
| 20:30             | Diabaté 35' · Nalepa 84' · Stec 89' · Sezonienko 90+4' | (0:2) | 48' Velde                                | Polsat Plus Arena Gdańsk, Gdańsk Widzów: 8036 Sędzia: Bartosz Frankowski (Toruń) |

### 7. kolejka (26 – 28 sierpnia)
| 126 sierpnia 2022 | Górnik Zabrze                                             | 1:1   | Jagiellonia Białystok            |                                                                                       |
| 18:00             | Janža 90'                                                 | (0:1) | 45+3' Imaz                       | Stadion im. Ernesta Pohla, Zabrze Widzów: 12 649 Sędzia: Daniel Stefański (Bydgoszcz) |
| 18:00             | Janicki 4' · Paluszek 50' · Cholewiak 65' · Pacheco 90+2' | (0:1) | 54' Imaz · 62' Nastić · 65' Țîru | Stadion im. Ernesta Pohla, Zabrze Widzów: 12 649 Sędzia: Daniel Stefański (Bydgoszcz) |

| 226 sierpnia 2022 | Stal Mielec   | 0:1   | Legia Warszawa                                | |
| 20:30             |               | (0:0) | 74' Carlitos                                  | Stadion Miejskiego Ośrodka Sportu i Rekreacji w Mielcu, Mielec Widzów: 6543 Sędzia: Damian Sylwestrzak (Wrocław) |
| 20:30             | Gerbowski 69' | (0:0) | 86' Kapustka · 90+1' Josué · 90+3' Sokołowski | Stadion Miejskiego Ośrodka Sportu i Rekreacji w Mielcu, Mielec Widzów: 6543 Sędzia: Damian Sylwestrzak (Wrocław) |

| 327 sierpnia 2022 | Radomiak Radom | 0:2   | Korona Kielce                                           | |
| 12:30             |                | (0:1) | 35' Śpiączka · 83' Błanik                               | Stadion Lekkoatletyczno-Piłkarski im. Marszałka Józefa Piłsudskiego, Radom Widzów: 4470 Sędzia: Bartosz Frankowski (Toruń) |
| 12:30             | Machado 62'    | (0:1) | 38' Łukowski · 68' Trojak · 85' Błanik · 90+4' Szykauka | Stadion Lekkoatletyczno-Piłkarski im. Marszałka Józefa Piłsudskiego, Radom Widzów: 4470 Sędzia: Bartosz Frankowski (Toruń) |

| 427 sierpnia 2022 | Miedź Legnica                       | 2:1   | Lechia Gdańsk                       |                                                                               |
| 15:00             | Naveda 5' · Narsingh 46'            | (1:0) | 47' Durmuş                          | Stadion Miejski w Legnicy, Legnica Widzów: 4264 Sędzia: Wojciech Myć (Lublin) |
| 15:00             | Gülen 9' · Naveda 31' · Kobacki 52' | (1:0) | 58' Tobers · 70' Gajos · 86' Kuciak | Stadion Miejski w Legnicy, Legnica Widzów: 4264 Sędzia: Wojciech Myć (Lublin) |

| 527 sierpnia 2022 | Pogoń Szczecin                              | 3:0   | Zagłębie Lubin |                                                                                         |
| 17:30             | Dąbrowski 26' · Grosicki 62' · Almqvist 64' | (1:0) |                | Stadion Miejski im. Floriana Krygiera, Szczecin Widzów: 9222 Sędzia: Paweł Malec (Łódź) |
| 17:30             | 80' Hinokio · 87' Makowski                  | (1:0) |                | Stadion Miejski im. Floriana Krygiera, Szczecin Widzów: 9222 Sędzia: Paweł Malec (Łódź) |

| 627 sierpnia 2022 | Widzew Łódź                     | 2:1   | Wisła Płock            |                                                                               |
| 20:00             | Danielak 5' · Pawłowski 54'     | (1:0) | 90+2' (k) Davo         | Stadion Widzewa Łódź, Łódź Widzów: 17 004 Sędzia: Paweł Raczkowski (Warszawa) |
| 20:00             | Kreuzriegler 63' · Hanousek 80' | (1:0) | 50' Wolski · 54' Rasak | Stadion Widzewa Łódź, Łódź Widzów: 17 004 Sędzia: Paweł Raczkowski (Warszawa) |

| 728 sierpnia 2022 | Cracovia                 | 0:2   | Warta Poznań                    |                                                                                                |
| 12:30             |                          | (0:0) | 87' Zreľák · 90+5' Szymonowicz  | Stadion Cracovii im. Józefa Piłsudskiego, Kraków Widzów: 6548 Sędzia: Łukasz Kuźma (Białystok) |
| 12:30             | Sipľak 10' · Jugas 90+2' | (0:0) | 45+3' Szczepański · 77' Kupczak | Stadion Cracovii im. Józefa Piłsudskiego, Kraków Widzów: 6548 Sędzia: Łukasz Kuźma (Białystok) |

| 828 sierpnia 2022 | Śląsk Wrocław                           | 1:4   | Raków Częstochowa                                      |                                                                         |
| 15:00             | Expósito 58' (k)                        | (0:1) | 14' Piasecki · 47' Koczerhin · 64' Nowak · 80' Wdowiak | Tarczyński Arena, Wrocław Widzów: 11 710 Sędzia: Tomasz Musiał (Kraków) |
| 15:00             | Olsen 9' · Jastrzembski 72' · Hyjek 89' | (0:1) | 19' Arsenić · 54' Svarnas · 73' Racovițan              | Tarczyński Arena, Wrocław Widzów: 11 710 Sędzia: Tomasz Musiał (Kraków) |

| 928 sierpnia 2022 | Lech Poznań                                            | 1:0   | Piast Gliwice                                                  |                                                                             |
| 17:30             | Sousa 5'                                               | (1:0) |                                                                | Stadion Poznań, Poznań Widzów: 11 223 Sędzia: Tomasz Kwiatkowski (Warszawa) |
| 17:30             | Sousa 7' · Pereira 70' · Kwekweskiri 76' · Douglas 82' | (1:0) | 11' Katranis · 72' Tomasiewicz · 76' Czerwiński · 90+3' Ameyaw | Stadion Poznań, Poznań Widzów: 11 223 Sędzia: Tomasz Kwiatkowski (Warszawa) |

### 8. kolejka (2 – 5 września)
| 12 września 2022 | Legia Warszawa                                  | 1:0   | Radomiak Radom                | |
| 20:30            | Augustyniak 83'                                 | (0:0) |                               | Stadion Miejski Legii Warszawa im. Marszałka Józefa Piłsudskiego, Warszawa Widzów: 25 446 Sędzia: Piotr Lasyk (Bytom) |
| 20:30            | Jędrzejczyk 35' · Mladenović 56' · Kapustka 62' | (0:0) | 56' Justiniano · 56' Maurides | Stadion Miejski Legii Warszawa im. Marszałka Józefa Piłsudskiego, Warszawa Widzów: 25 446 Sędzia: Piotr Lasyk (Bytom) |

| 23 września 2022 | Stal Mielec                   | 2:0   | Śląsk Wrocław | |
| 15:00            | Hamulić 24' · Hyjek 69' (sam) | (1:0) |               | Stadion Miejskiego Ośrodka Sportu i Rekreacji w Mielcu, Mielec Widzów: 5 252 Sędzia: Damian Kos (Gdańsk) |
| 15:00            | Hiszpański 36' · Matras 81'   | (1:0) | 89' Janasik   | Stadion Miejskiego Ośrodka Sportu i Rekreacji w Mielcu, Mielec Widzów: 5 252 Sędzia: Damian Kos (Gdańsk) |

| 33 września 2022 | Lechia Gdańsk           | 0:0   | Warta Poznań |                                                                                    |
| 17:30            |                         | (0:0) |              | Polsat Plus Arena Gdańsk, Gdańsk Widzów: 4 770 Sędzia: Krzysztof Jakubik (Siedlce) |
| 17:30            | Kubicki 40' · Gajos 61' | (0:0) | 43' Ivanov   | Polsat Plus Arena Gdańsk, Gdańsk Widzów: 4 770 Sędzia: Krzysztof Jakubik (Siedlce) |

| 43 września 2022 | Cracovia                          | 3:0   | Raków Częstochowa                    | |
| 20:00            | Konoplanka 28' · Rakoczy 32', 49' | (2:0) |                                      | Stadion Cracovii im. Józefa Piłsudskiego, Kraków Widzów: 7 182 Sędzia: Tomasz Kwiatkowski (Warszawa) |
| 20:00            | Oshima 90+2'                      | (2:0) | 19' Kun · 27' Arsenić · 80' Berggren | Stadion Cracovii im. Józefa Piłsudskiego, Kraków Widzów: 7 182 Sędzia: Tomasz Kwiatkowski (Warszawa) |

| 54 września 2022 | Zagłębie Lubin | 1:1   | Jagiellonia Białystok |                                                                            |
| 12:30            | Makowski 59'   | (0:0) | 85' Bortniczuk        | Stadion Zagłębia Lubin, Lubin Widzów: 4 951 Sędzia: Tomasz Musiał (Kraków) |

| 64 września 2022 | Korona Kielce | 1:2   | Pogoń Szczecin                                |                                                                      |
| 15:00            | Błanik 58'    | (0:2) | 5' Dąbrowski · 33' Smoliński                  | Suzuki Arena, Kielce Widzów: 12 583 Sędzia: Szymon Marciniak (Płock) |
| 15:00            | Trojak 73'    | (0:2) | 41' Borges · 80' Bartkowski · 86' Jean Carlos | Suzuki Arena, Kielce Widzów: 12 583 Sędzia: Szymon Marciniak (Płock) |

| 74 września 2022 | Lech Poznań            | 2:0   | Widzew Łódź               |                                                             |
| 17:30            | Amaral 80' · Ishak 81' | (0:0) |                           | Stadion Poznań, Poznań Sędzia: Damian Sylwestrzak (Wrocław) |
| 17:30            | Skóraś 61'             | (0:0) | 43' Żyro · 52' Letniowski | Stadion Poznań, Poznań Sędzia: Damian Sylwestrzak (Wrocław) |

| 85 września 2022 | Piast Gliwice               | 2:1   | Miedź Legnica |                                                                          |
| 18:00            | Reiner 42' · Czerwiński 66' | (1:1) | 19' Kobacki   | Stadion Miejski, Gliwice Widzów: 3 090 Sędzia: Sebastian Krasny (Kraków) |
| 18:00            | Tomasiewicz 89'             | (1:1) |               | Stadion Miejski, Gliwice Widzów: 3 090 Sędzia: Sebastian Krasny (Kraków) |

| 95 września 2022 | Wisła Płock             | 1:1   | Górnik Zabrze |                                                                                            |
| 20:30            | Davo 36'                | (1:0) | 64' Dadok     | Stadion im. Kazimierza Górskiego, Płock Widzów: 3 500 Sędzia: Daniel Stefański (Bydgoszcz) |
| 20:30            | Furman 13' · Wolski 59' | (1:0) | 72' Jules     | Stadion im. Kazimierza Górskiego, Płock Widzów: 3 500 Sędzia: Daniel Stefański (Bydgoszcz) |

### 9. kolejka (9 – 12 września)
| 19 września 2022 | Warta Poznań             | 2:2   | Zagłębie Lubin            | |
| 18:00            | Grzesik 28' · Zreľák 71' | (1:1) | 33' Doležal · 67' Adamski | Stadion Dyskobolii Grodzisk Wielkopolski, Grodzisk Wielkopolski Widzów: 1 236 Sędzia: Wojciech Myć (Lublin) |
| 18:00            | Zreľák 75' · Szmyt 79'   | (1:1) |                           | Stadion Dyskobolii Grodzisk Wielkopolski, Grodzisk Wielkopolski Widzów: 1 236 Sędzia: Wojciech Myć (Lublin) |

| 29 września 2022 | Widzew Łódź               | 2:0   | Cracovia                      |                                                                       |
| 20:30            | Kun 4' · Hanousek 53' (k) | (1:0) |                               | Stadion Widzewa Łódź, Łódź Widzów: 17 031 Sędzia: Piotr Lasyk (Bytom) |
| 20:30            | Szota 34'                 | (1:0) | 16' Rakoczy · 62' Jaroszyński | Stadion Widzewa Łódź, Łódź Widzów: 17 031 Sędzia: Piotr Lasyk (Bytom) |

| 310 września 2022 | Śląsk Wrocław                               | 2:1   | Lechia Gdańsk                                                     |                                                                          |
| 15:00             | Expósito 71' · Stec 90' (sam.)              | (0:1) | 29' Janasik (sam.)                                                | Tarczyński Arena, Wrocław Widzów: 8 603 Sędzia: Łukasz Kuźma (Białystok) |
| 15:00             | Konczkowski 39' · Yeboah 88' · Verdasca 90' | (0:1) | 24' de Kamps · 35' Stec · 85' Kuciak · 90' Conrado · 90+3' Maloča | Tarczyński Arena, Wrocław Widzów: 8 603 Sędzia: Łukasz Kuźma (Białystok) |

| 410 września 2022 | Radomiak Radom                                                   | 2:0   | Wisła Płock                                 | |
| 17:30             | Rzeźniczak 19' (sam.) · Alves 49'                                | (1:0) |                                             | Stadion Lekkoatletyczno-Piłkarski im. Marszałka Józefa Piłsudskiego, Radom Widzów: 4 004 Sędzia: Tomasz Kwiatkowski (Warszawa) |
| 17:30             | Nascimento 17' · Justiniano 30' · Machado 64' · Abramowicz 90+4' | (1:0) | 64' Gradecki · 90+2' Sekulski · 90+4' Rasak | Stadion Lekkoatletyczno-Piłkarski im. Marszałka Józefa Piłsudskiego, Radom Widzów: 4 004 Sędzia: Tomasz Kwiatkowski (Warszawa) |

| 510 września 2022 | Górnik Zabrze                               | 3:3   | Piast Gliwice                                                       |                                                                                     |
| 20:00             | Janža 17' · Krawczyk 42' (k) · Jensen 90+9' | (2:2) | 5' (sam.) Jensen · 14' Wilczek · 49' Kądzior                        | Stadion im. Ernesta Pohla, Zabrze Widzów: 18 068 Sędzia: Bartosz Frankowski (Toruń) |
| 20:00             | Janža 28' · Szcześniak 56'                  | (2:2) | 31' Reiner · 41' Katranis · 81' Kądzior · 90+8' Toril · 90+8' Mosór | Stadion im. Ernesta Pohla, Zabrze Widzów: 18 068 Sędzia: Bartosz Frankowski (Toruń) |

| 611 września 2022 | Miedź Legnica                  | 2:2   | Korona Kielce                                                                |                                                                                |
| 12:30             | Henríquez 30', 80' (k)         | (1:0) | 53' Łukowski · 83' Petrow                                                    | Stadion Miejski w Legnicy, Legnica Widzów: 3 689 Sędzia: Tomasz Wajda (Żywiec) |
| 12:30             | Cacciabue 44' · Mijušković 75' | (1:0) | 30' Forenc · 40' Marcin Szpakowski · 68' Sierpina · 88' Kiełb · 90+5' Petrow | Stadion Miejski w Legnicy, Legnica Widzów: 3 689 Sędzia: Tomasz Wajda (Żywiec) |

| 711 września 2022 | Pogoń Szczecin                       | 2:2   | Lech Poznań                                                      | |
| 15:00             | Kowalczyk 8' · Drygas 90+9'          | (1:1) | 20' Ishak · 48' Skóraś                                           | Stadion Miejski im. Floriana Krygiera, Szczecin Widzów: 16 859 Sędzia: Paweł Raczkowski (Warszawa) |
| 15:00             | Kowalczyk 54' · Triandafilopulos 56' | (1:1) | 54' Szymczak · 72', 90+7' Douglas · 90+1' Bednarek · 90+1' Milić | Stadion Miejski im. Floriana Krygiera, Szczecin Widzów: 16 859 Sędzia: Paweł Raczkowski (Warszawa) |

| 811 września 2022 | Raków Częstochowa                               | 4:0   | Legia Warszawa            | |
| 17:30             | López 30' (k) · Nowak 79', 90+2' · Piasecki 90' | (1:0) |                           | Miejski Stadion Piłkarski Raków w Częstochowie, Częstochowa Widzów: 5 500 Sędzia: Szymon Marciniak (Płock) |
| 17:30             | Tudor 47' · Svarnas 52'                         | (1:0) | 38' Johansson · 68' Slisz | Miejski Stadion Piłkarski Raków w Częstochowie, Częstochowa Widzów: 5 500 Sędzia: Szymon Marciniak (Płock) |

| 912 września 2022 | Jagiellonia Białystok         | 4:0   | Stal Mielec |                                                                         |
| 19:00             | Imaz 32', 65' · Gual 37', 40' | (3:0) |             | Stadion Miejski, Białystok Widzów: 6 519 Sędzia: Tomasz Musiał (Kraków) |
| 19:00             | Romanczuk 29' · Matysik 63'   | (3:0) | 86' Poręba  | Stadion Miejski, Białystok Widzów: 6 519 Sędzia: Tomasz Musiał (Kraków) |

### 10. kolejka (16 – 18 września)
| 116 września 2022 | Piast Gliwice                  | 1:1   | Śląsk Wrocław |                                                                      |
| 18:00             | Reiner 35'                     | (1:1) | 29' (k) Olsen | Stadion Miejski, Gliwice Widzów: 3 253 Sędzia: Wojciech Myć (Lublin) |
| 18:00             | Czerwiński 28' · Hateley 45+1' | (1:1) |               | Stadion Miejski, Gliwice Widzów: 3 253 Sędzia: Wojciech Myć (Lublin) |

| 216 września 2022 | Legia Warszawa                    | 3:2   | Miedź Legnica                                  | |
| 20:30             | Wszołek 20' · Mladenović 44', 56' | (2:2) | 2' Henríquez · 14' Narsingh                    | Stadion Miejski Legii Warszawa im. Marszałka Józefa Piłsudskiego, Warszawa Widzów: 18 712 Sędzia: Damian Kos (Gdańsk) |
| 20:30             | Mladenović 38' · Josué 41'        | (2:2) | 41' Dominguez · 43', 78' Henríquez · 61' Gülen | Stadion Miejski Legii Warszawa im. Marszałka Józefa Piłsudskiego, Warszawa Widzów: 18 712 Sędzia: Damian Kos (Gdańsk) |

| 317 września 2022 | Stal Mielec | 0:3   | Widzew Łódź                       | |
| 12:30             |             | (0:0) | 53' Sánchez · 82' Kun · 87' Sypek | Stadion Miejskiego Ośrodka Sportu i Rekreacji w Mielcu, Mielec Widzów: 4 953 Sędzia: Krzysztof Jakubik Siedlce |
| 12:30             | Flis 50'    | (0:0) | 32' Szota                         | Stadion Miejskiego Ośrodka Sportu i Rekreacji w Mielcu, Mielec Widzów: 4 953 Sędzia: Krzysztof Jakubik Siedlce |

| 417 września 2022 | Lechia Gdańsk              | 2:2   | Jagiellonia Białystok                                                       |                                                                           |
| 15:00             | Paixão 52', 73'            | (0:1) | 3' Gual · 55' Imaz                                                          | Polsat Plus Arena Gdańsk, Gdańsk Widzów: 5 872 Sędzia: Paweł Malec (Łódź) |
| 15:00             | Conrado 16' · de Kamps 51' | (0:1) | 11' Puerto · 16' Țîru · 44' Romanczuk · 62' Matysik · 64' Nené · 72' Nastić | Polsat Plus Arena Gdańsk, Gdańsk Widzów: 5 872 Sędzia: Paweł Malec (Łódź) |

| 517 września 2022 | Raków Częstochowa                        | 3:0   | Radomiak Radom                                                                    | |
| 17:30             | Piasecki 45+3' · Svarnas 46' · López 52' | (1:0) |                                                                                   | Miejski Stadion Piłkarski Raków w Częstochowie, Częstochowa Widzów: 5 126 Sędzia: Tomasz Musiał (Kraków) |
| 17:30             | Nowak 68'                                | (1:0) | 25' Abramowicz · 33' Rossi · 41' Nascimento · 43' Cele · 54' Matos · 57' Maurides | Miejski Stadion Piłkarski Raków w Częstochowie, Częstochowa Widzów: 5 126 Sędzia: Tomasz Musiał (Kraków) |

| 617 września 2022 | Cracovia    | 1:1   | Pogoń Szczecin | |
| 20:00             | Källman 73' | (0:0) | 70' Grosicki   | Stadion Cracovii im. Józefa Piłsudskiego, Kraków Widzów: 7 259 Sędzia: Tomasz Kwiatkowski (Warszawa) |

| 718 września 2022 | Korona Kielce                     | 1:2   | Górnik Zabrze            |                                                                          |
| 12:30             | Łukowski 16'                      | (1:1) | 45+1', 57' Okunuki       | Suzuki Arena, Kielce Widzów: 10 615 Sędzia: Damian Sylwestrzak (Wrocław) |
| 12:30             | Deja 68' · Trojak 78' · Balić 83' | (1:1) | 63' Janža · 70' Paluszek | Suzuki Arena, Kielce Widzów: 10 615 Sędzia: Damian Sylwestrzak (Wrocław) |

| 818 września 2022 | Zagłębie Lubin            | 2:1   | Wisła Płock |                                                                               |
| 15:00             | Doležal 20' · Chodyna 62' | (1:1) | 3' Pawlak   | Stadion Zagłębia Lubin, Lubin Widzów: 3 805 Sędzia: Sebastian Krasny (Kraków) |
| 15:00             | 82' Kapuadi               | (1:1) |             | Stadion Zagłębia Lubin, Lubin Widzów: 3 805 Sędzia: Sebastian Krasny (Kraków) |

| 918 września 2022 | Warta Poznań                              | 0:1   | Lech Poznań                  | |
| 17:30             |                                           | (0:0) | 53' Afonso Sousa             | Stadion Dyskobolii Grodzisk Wielkopolski, Grodzisk Wielkopolski Widzów: 18 755 Sędzia: Daniel Stefański (Bydgoszcz) |
| 17:30             | Zreľák 9' · Szmyt 86' · Stawropulos 90+4' | (0:0) | 39' Velde · 62' Tsitaishvili | Stadion Dyskobolii Grodzisk Wielkopolski, Grodzisk Wielkopolski Widzów: 18 755 Sędzia: Daniel Stefański (Bydgoszcz) |

### 11. kolejka (30 września – 3 października)
| 130 września 2022 | Radomiak Radom                                | 0:2   | Cracovia                                                                | |
| 18:00             |                                               | (0:1) | 21' Myszor · 73' Källman                                                | Stadion Lekkoatletyczno-Piłkarski im. Marszałka Józefa Piłsudskiego, Radom Widzów: 2 642 Sędzia: Damian Sylwestrzak (Wrocław) |
| 18:00             | Nascimento 42' · Justiniano 55' · Machado 75' | (0:1) | 4' Oshima · 39' Makuch · 52' Jugas · 79' Loshaj · 79' Râpă · 79' Sipľak | Stadion Lekkoatletyczno-Piłkarski im. Marszałka Józefa Piłsudskiego, Radom Widzów: 2 642 Sędzia: Damian Sylwestrzak (Wrocław) |

| 230 września 2022 | Wisła Płock                                                  | 1:0   | Piast Gliwice |                                                                                            |
| 20:30             | Kolar 88'                                                    | (0:0) |               | Stadion im. Kazimierza Górskiego, Płock Widzów: 4 203 Sędzia: Daniel Stefański (Bydgoszcz) |
| 20:30             | 25' Tomasiewicz · 90+2' Reiner · 90+6' Dziczek · 90+6' Plach | (0:0) |               | Stadion im. Kazimierza Górskiego, Płock Widzów: 4 203 Sędzia: Daniel Stefański (Bydgoszcz) |

| 31 października 2022 | Górnik Zabrze                            | 2:3   | Zagłębie Lubin                  |                                                                                      |
| 15:00                | Dadok 18', 58'                           | (1:2) | 11', 64' Bohar · 32' Starzyński | Stadion im. Ernesta Pohla, Zabrze Widzów: 11 067 Sędzia: Paweł Raczkowski (Warszawa) |
| 15:00                | Jules 20' · Dadok 89' · Szcześniak 90+6' | (1:2) | 76' Makowski · 83' Poletanović  | Stadion im. Ernesta Pohla, Zabrze Widzów: 11 067 Sędzia: Paweł Raczkowski (Warszawa) |

| 41 października 2022 | Lech Poznań | 0:0   | Legia Warszawa                                                                                      |                                                                 |
| 17:30                |             | (0:0) | | Stadion Poznań, Poznań Widzów: 35 410 Sędzia: Piotr Lasyk Bytom |
| 17:30                | Ishak 45+6' | (0:0) | 17', 80' Jędrzejczyk · 27' Wszołek · 36' Mladenović · 45+6' Kramer · 46' Nawrocki · 58' Augustyniak | Stadion Poznań, Poznań Widzów: 35 410 Sędzia: Piotr Lasyk Bytom |

| 51 października 2022 | Pogoń Szczecin              | 2:1   | Lechia Gdańsk                                           |                                                                                                 |
| 20:00                | Almqvist 37' · Grosicki 39' | (2:1) | 14' Gajos                                               | Stadion Miejski im. Floriana Krygiera, Szczecin Widzów: 20 016 Sędzia: Szymon Marciniak (Płock) |
| 20:00                | Bartkowski 45' · Borges 79' | (2:1) | 35' de Kamps · 79' Clemens · 84' Castegren · 90+4' Stec | Stadion Miejski im. Floriana Krygiera, Szczecin Widzów: 20 016 Sędzia: Szymon Marciniak (Płock) |

| 62 października 2022 | Miedź Legnica                              | 0:2   | Stal Mielec                 |                                                                                 |
| 12:30                |                                            | (0:2) | 20' Hamulić · 45' Ratajczyk | Stadion Miejski w Legnicy, Legnica Widzów: 3 829 Sędzia: Łukasz Kuźma Białystok |
| 12:30                | Dominguez 53' · Kobacki 55' · Martínez 66' | (0:2) | 63' Kruk · 90+1' Gerbowski  | Stadion Miejski w Legnicy, Legnica Widzów: 3 829 Sędzia: Łukasz Kuźma Białystok |

| 72 października 2022 | Jagiellonia Białystok                                   | 4:1   | Korona Kielce             |                                                                             |
| 15:00                | Přikryl 31' · Gual 52' (k) · Černych 62' (k) · Imaz 85' | (1:1) | 35' Łukowski              | Stadion Miejski, Białystok Widzów: 8 333 Sędzia: Bartosz Frankowski (Toruń) |
| 15:00                | Puerto 32' · Alomerović 45'                             | (1:1) | 32' Danek · 60' Podgórski | Stadion Miejski, Białystok Widzów: 8 333 Sędzia: Bartosz Frankowski (Toruń) |

| 82 października 2022 | Widzew Łódź            | 0:0   | Raków Częstochowa |                                                                                 |
| 17:30                |                        | (0:0) |                   | Stadion Widzewa Łódź, Łódź Widzów: 17 532 Sędzia: Tomasz Kwiatkowski (Warszawa) |
| 17:30                | 2' Arsenić · 16' Nowak | (0:0) |                   | Stadion Widzewa Łódź, Łódź Widzów: 17 532 Sędzia: Tomasz Kwiatkowski (Warszawa) |

| 93 października 2022 | Śląsk Wrocław         | 0:2   | Warta Poznań              |                                                                           |
| 19:00                |                       | (0:1) | 10' Destan · 90+4' Corryn | Tarczyński Arena, Wrocław Widzów: 5 126 Sędzia: Łukasz Szczech (Warszawa) |
| 19:00                | 28' Kupczak · 83' Lis | (0:1) |                           | Tarczyński Arena, Wrocław Widzów: 5 126 Sędzia: Łukasz Szczech (Warszawa) |

### 12. kolejka (7 – 10 października)
| 17 października 2022 | Stal Mielec                                         | 4:2   | Pogoń Szczecin                 | |
| 17:30                | Hiszpański 10' · Hamulić 45+2', 68' · Gerbowski 88' | (2:1) | 5' Grosicki · 81' Bichakhchyan | Stadion Miejskiego Ośrodka Sportu i Rekreacji w Mielcu, Mielec Widzów: 4 577 Sędzia: Tomasz Musiał (Kraków) |
| 17:30                | Kasperkiewicz 79'                                   | (2:1) | 63' Zech · 90' Borges          | Stadion Miejskiego Ośrodka Sportu i Rekreacji w Mielcu, Mielec Widzów: 4 577 Sędzia: Tomasz Musiał (Kraków) |

| 27 października 2022 | Jagiellonia Białystok | 1:1   | Wisła Płock                     |                                                                     |
| 20:30                | Imaz 65'              | (0:1) | 34' Davo                        | Stadion Miejski, Białystok Widzów: 7731 Sędzia: Piotr Lasyk (Bytom) |
| 20:30                | Țîru 18' · Puerto 87' | (0:1) | 15' Krivotsyuk · 55' Rzeźniczak | Stadion Miejski, Białystok Widzów: 7731 Sędzia: Piotr Lasyk (Bytom) |

| 38 października 2022 | Śląsk Wrocław                                         | 4:1   | Górnik Zabrze            |                                                                          |
| 15:00                | Leiva 11' · Expósito 20' · Bejger 90+2' · Olsen 90+4' | (2:0) | 55' (k) Włodarczyk       | Tarczyński Arena, Wrocław Widzów: 7 506 Sędzia: Szymon Marciniak (Płock) |
| 15:00                | Olsen 81' · Schwarz 88'                               | (2:0) | 36' Podolski · 81' Jules | Tarczyński Arena, Wrocław Widzów: 7 506 Sędzia: Szymon Marciniak (Płock) |

| 48 października 2022 | Legia Warszawa       | 1:0   | Warta Poznań               | |
| 17:30                | Rosołek 23'          | (1:0) |                            | Stadion Miejski Legii Warszawa im. Marszałka Józefa Piłsudskiego, Warszawa Widzów: 20 031 Sędzia: Jarosław Przybył (Kluczbork) |
| 17:30                | Muçi 36' · Slisz 39' | (1:0) | 90' Grzesik · 90+5' Destan | Stadion Miejski Legii Warszawa im. Marszałka Józefa Piłsudskiego, Warszawa Widzów: 20 031 Sędzia: Jarosław Przybył (Kluczbork) |

| 58 października 2022 | Cracovia                                                                    | 0:1   | Lechia Gdańsk                                         | |
| 20:00                |                                                                             | (0:0) | 84' (k) Paixão                                        | Stadion Cracovii im. Józefa Piłsudskiego, Kraków Widzów: 7 358 Sędzia: Damian Sylwestrzak (Wrocław) |
| 20:00                | Rasmussen 13' · Källman 62' · Kakabadze 72' · Loshaj 89' · Niemczycki 90+2' | (0:0) | 15' de Kamps · 20' Gajos · 78' Kubicki · 90+2' Tobers | Stadion Cracovii im. Józefa Piłsudskiego, Kraków Widzów: 7 358 Sędzia: Damian Sylwestrzak (Wrocław) |

| 69 października 2022 | Zagłębie Lubin            | 1:1   | Korona Kielce |                                                                                   |
| 15:00                | Adamski 45+1'             | (1:0) | 90+2' Trojak  | Stadion Zagłębia Lubin, Lubin Widzów: 4 812 Sędzia: Tomasz Kwiatkowski (Warszawa) |
| 15:00                | Makowski 30' · Kopacz 31' | (1:0) |               | Stadion Zagłębia Lubin, Lubin Widzów: 4 812 Sędzia: Tomasz Kwiatkowski (Warszawa) |

| 79 października 2022 | Lech Poznań                                                                      | 1:0   | Radomiak Radom            |                                                                            |
| 17:30                | Tsitaishvili 12'                                                                 | (1:0) |                           | Stadion Poznań, Poznań Widzów: 20 883 Sędzia: Daniel Stefański (Bydgoszcz) |
| 17:30                | Karlström 25' · Sousa 72' · Tsitaishvili 90+1' · Velde 90+2' · Kvekveskiri 90+4' | (1:0) | 77' Leândro · 78' Kobylak | Stadion Poznań, Poznań Widzów: 20 883 Sędzia: Daniel Stefański (Bydgoszcz) |

| 810 października 2022 | Raków Częstochowa                                              | 1:0   | Miedź Legnica                     | |
| 18:00                 | López 2'                                                       | (1:0) |                                   | Miejski Stadion Piłkarski Raków w Częstochowie, Częstochowa Widzów: 5 282 Sędzia: Damian Kos (Gdańsk) |
| 18:00                 | Kovačević 77' · Arsenić 88' · Berggren 90' · Papanikolau 90+4' | (1:0) | 7' Aurtenetxe · 59', 90+1' Naveda | Miejski Stadion Piłkarski Raków w Częstochowie, Częstochowa Widzów: 5 282 Sędzia: Damian Kos (Gdańsk) |

| 910 października 2022 | Piast Gliwice  | 1:2   | Widzew Łódź              |                                                                          |
| 20:30                 | Ameyaw 90'     | (0:1) | 27' Sánchez · 82' Hansen | Stadion Miejski, Gliwice Widzów: 4 013 Sędzia: Sebastian Krasny (Kraków) |
| 20:30                 | 41' Letniowski | (0:1) |                          | Stadion Miejski, Gliwice Widzów: 4 013 Sędzia: Sebastian Krasny (Kraków) |

### 13. kolejka (14 – 16 października)
| 114 października 2022 | Korona Kielce                                                                                | 0:2   | Stal Mielec                              |                                                                  |
| 18:00                 |                                                                                              | (0:2) | 5' Matras · 45+2' Hamulić                | Suzuki Arena, Kielce Widzów: 7 968 Sędzia: Wojciech Myć (Lublin) |
| 18:00                 | Forenc 8' · Szykauka 55' · Podgórski 79' · Janusz Nojszewski 81' · Balić 90+3' · Danek 90+5' | (0:2) | 53' Kruk · 87' Matras · 90+3' Hiszpański | Suzuki Arena, Kielce Widzów: 7 968 Sędzia: Wojciech Myć (Lublin) |

| 214 października 2022 | Wisła Płock                    | 2:1   | Legia Warszawa                                          |                                                                                           |
| 20:30                 | Lewandowski 56' · Sekulski 73' | (0:0) | 62' (k) Josué                                           | Stadion im. Kazimierza Górskiego, Płock Widzów: 4 300 Sędzia: Krzysztof Jakubik (Siedlce) |
| 20:30                 | Szwoch 30' · Lesniak 87'       | (0:0) | 30' Josué · 34' Rosołek · 90+6' Baku · 90+7' Mladenović | Stadion im. Kazimierza Górskiego, Płock Widzów: 4 300 Sędzia: Krzysztof Jakubik (Siedlce) |

| 315 października 2022 | Radomiak Radom                          | 2:0   | Śląsk Wrocław                                                        | |
| 12:30                 | Maurides 90+2', 90+7'                   | (0:0) |                                                                      | Stadion Lekkoatletyczno-Piłkarski im. Marszałka Józefa Piłsudskiego, Radom Widzów: 2 401 Sędzia: Łukasz Kuźma Białystok |
| 12:30                 | Rossi 34' · Machado 74' · Kobylak 90+4' | (0:0) | 10', 90' Poprawa · 52', 90+5' Verdasca · 64' Bejger · 90+4' Quintana | Stadion Lekkoatletyczno-Piłkarski im. Marszałka Józefa Piłsudskiego, Radom Widzów: 2 401 Sędzia: Łukasz Kuźma Białystok |

| 415 października 2022 | Lechia Gdańsk | 0:3   | Raków Częstochowa                |                                                                                     |
| 15:00                 |               | (0:2) | 6' Kun · 21' Nowak · 47' Wdowiak | Polsat Plus Arena Gdańsk, Gdańsk Widzów: 9 051 Sędzia: Jarosław Przybył (Kluczbork) |
| 15:00                 | Castegren 53' | (0:2) | 64' Papanikoláou · 64' Tudor     | Polsat Plus Arena Gdańsk, Gdańsk Widzów: 9 051 Sędzia: Jarosław Przybył (Kluczbork) |

| 515 października 2022 | Warta Poznań                               | 2:0   | Jagiellonia Białystok  | |
| 17:30                 | Stavropoulos 64' · Żurawski 90+2'          | (0:0) |                        | Stadion Dyskobolii Grodzisk Wielkopolski, Grodzisk Wielkopolski Widzów: 1 014 Sędzia: Paweł Malec (Łódź) |
| 17:30                 | Destan 31' · Grzesik 42' · Szymonowicz 49' | (0:0) | 80' Țîru · 85' Černych | Stadion Dyskobolii Grodzisk Wielkopolski, Grodzisk Wielkopolski Widzów: 1 014 Sędzia: Paweł Malec (Łódź) |

| 615 października 2022 | Pogoń Szczecin                                                                          | 1:1   | Piast Gliwice                                                         | |
| 20:00                 | Jean Carlos 59'                                                                         | (0:1) | 16' Sappinen                                                          | Stadion Miejski im. Floriana Krygiera, Szczecin Widzów: 17 085 Sędzia: Damian Sylwestrzak (Wrocław) |
| 20:00                 | Stolarski 54' · Jean Carlos 64' · Triantafyllopoulos 87' · Kowalczyk 90+2' · Mata 90+3' | (0:1) | 30' Chrapek · 64' Plach · 69' Dziczek · 70' Czerwiński · 77' Katránis | Stadion Miejski im. Floriana Krygiera, Szczecin Widzów: 17 085 Sędzia: Damian Sylwestrzak (Wrocław) |

| 716 października 2022 | Miedź Legnica                           | 1:1   | Cracovia                                            |                                                                              |
| 12:30                 | Henríquez 52'                           | (0:1) | 35' Myszor                                          | Stadion Miejski w Legnicy, Legnica Widzów: 3 535 Sędzia: Piotr Lasyk (Bytom) |
| 12:30                 | Gülen 48' · Kostka 73' · Narsingh 90+3' | (0:1) | 31' Rasmussen · 45' Sipľak · 51' Ghiță · 62' Loshaj | Stadion Miejski w Legnicy, Legnica Widzów: 3 535 Sędzia: Piotr Lasyk (Bytom) |

| 816 października 2022 | Widzew Łódź                                           | 3:0   | Zagłębie Lubin               |                                                                          |
| 15:00                 | Kreuzriegler 33' (k) · Terpiłowski 47' · Hanousek 66' | (1:0) |                              | Stadion Widzewa Łódź, Łódź Widzów: 16 670 Sędzia: Tomasz Musiał (Kraków) |
| 15:00                 | Terpiłowski 65'                                       | (1:0) | 30' Giorbelidze · 90+3' Jach | Stadion Widzewa Łódź, Łódź Widzów: 16 670 Sędzia: Tomasz Musiał (Kraków) |

| 916 października 2022 | Górnik Zabrze                        | 1:2   | Lech Poznań                                                   |                                                                                     |
| 17:30                 | Włodarczyk 10' (k)                   | (1:1) | 4', 67' (k) Ishak                                             | Stadion im. Ernesta Pohla, Zabrze Widzów: 15 918 Sędzia: Bartosz Frankowski (Toruń) |
| 17:30                 | Kotzke 57' · Vrhovec 73' · Janža 77' | (1:1) | 51' Murawski · 57' Ishak · 90+1' Kvekveskiri · 90+8' Bednarek | Stadion im. Ernesta Pohla, Zabrze Widzów: 15 918 Sędzia: Bartosz Frankowski (Toruń) |

### 14. kolejka (21 – 24 października)
| 121 października 2022 | Widzew Łódź     | 1:0   | Miedź Legnica                                                         |                                                                             |
| 20:30                 | Pawłowski 8'    | (1:0) |                                                                       | Stadion Widzewa Łódź, Łódź Widzów: 16 633 Sędzia: Sebastian Krasny (Kraków) |
| 20:30                 | Terpiłowski 49' | (1:0) | 37' Kobacki · 41' Naveda · 50' Matynia · 87' Henríquez · 79' Martínez | Stadion Widzewa Łódź, Łódź Widzów: 16 633 Sędzia: Sebastian Krasny (Kraków) |

| 222 października 2022 | Stal Mielec               | 1:1   | Wisła Płock                                   | |
| 15:00                 | Wlazło 19' (k)            | (1:0) | 90+1' Warchoł                                 | Stadion Miejskiego Ośrodka Sportu i Rekreacji w Mielcu, Mielec Widzów: 4 412 Sędzia: Bartosz Frankowski (Toruń) |
| 15:00                 | Mrozek 74' · Getinger 81' | (1:0) | 13' Krivotsyuk · 33' Szwoch · 79' Chrzanowski | Stadion Miejskiego Ośrodka Sportu i Rekreacji w Mielcu, Mielec Widzów: 4 412 Sędzia: Bartosz Frankowski (Toruń) |

| 322 października 2022 | Legia Warszawa                 | 1:1   | Pogoń Szczecin                                               | |
| 17:30                 | Mladenović 44'                 | (1:0) | 51' Bartkowski                                               | Stadion Miejski Legii Warszawa im. Marszałka Józefa Piłsudskiego, Warszawa Widzów: 21 784 Sędzia: Piotr Lasyk (Bytom) |
| 17:30                 | Jędrzejczyk 10' · Nawrocki 50' | (1:0) | 22' Bichakhchyan · 26' Borges · 67' Łęgowski · 90+1' Kurzawa | Stadion Miejski Legii Warszawa im. Marszałka Józefa Piłsudskiego, Warszawa Widzów: 21 784 Sędzia: Piotr Lasyk (Bytom) |

| 422 października 2022 | Raków Częstochowa | 1:0   | Korona Kielce                                             | |
| 20:00                 | López 63' (k)     | (0:0) |                                                           | Miejski Stadion Piłkarski Raków w Częstochowie, Częstochowa Widzów: 5 237 Sędzia: Daniel Stefański (Bydgoszcz) |
| 20:00                 | Arsenić 30'       | (0:0) | 32' Balić · 39' Trojak · 61' Roberto Corral · 62' Deaconu | Miejski Stadion Piłkarski Raków w Częstochowie, Częstochowa Widzów: 5 237 Sędzia: Daniel Stefański (Bydgoszcz) |

| 523 października 2022 | Warta Poznań                      | 0:0   | Górnik Zabrze                | |
| 12:30                 |                                   | (0:0) |                              | Stadion Dyskobolii Grodzisk Wielkopolski, Grodzisk Wielkopolski Widzów: 1 638 Sędzia: Wojciech Myć (Lublin) |
| 12:30                 | Stavropoulos 68' · Kopczyński 71' | (0:0) | 40' Paluszek · 86' Wojtuszek | Stadion Dyskobolii Grodzisk Wielkopolski, Grodzisk Wielkopolski Widzów: 1 638 Sędzia: Wojciech Myć (Lublin) |

| 623 października 2022 | Śląsk Wrocław                    | 2:2   | Jagiellonia Białystok                   |                                                                             |
| 15:00                 | Schwarz 45+2' · Samiec-Talar 58' | (1:1) | 24' Gual · 66' Lewicki                  | Tarczyński Arena, Wrocław Widzów: 7 870 Sędzia: Paweł Raczkowski (Warszawa) |
| 15:00                 | Schwarz 90+5'                    | (1:1) | 41', 85' Nené · 43' Kowalski · 50' Țîru | Tarczyński Arena, Wrocław Widzów: 7 870 Sędzia: Paweł Raczkowski (Warszawa) |

| 723 października 2022 | Cracovia                 | 0:0   | Lech Poznań                                                 | |
| 17:30                 |                          | (0:0) |                                                             | Stadion Cracovii im. Józefa Piłsudskiego, Kraków Widzów: 12 158 Sędzia: Tomasz Kwiatkowski (Warszawa) |
| 17:30                 | Knap 36' · Jablonský 71' | (0:0) | 51' Pereira · 55' Czerwiński · 90+1' Murawski · 90+1' Sousa | Stadion Cracovii im. Józefa Piłsudskiego, Kraków Widzów: 12 158 Sędzia: Tomasz Kwiatkowski (Warszawa) |

| 824 października 2022 | Piast Gliwice                 | 1:2   | Radomiak Radom          |                                                                             |
| 18:00                 | Ameyaw 36'                    | (1:1) | 32' Machado · 72' Alves | Stadion Miejski, Gliwice Widzów: 2 721 Sędzia: Jarosław Przybył (Kluczbork) |
| 18:00                 | Tomasiewicz 26' · Dziczek 44' | (1:1) |                         | Stadion Miejski, Gliwice Widzów: 2 721 Sędzia: Jarosław Przybył (Kluczbork) |

| 924 października 2022 | Zagłębie Lubin                           | 0:3   | Lechia Gdańsk                         |                                                                                 |
| 20:30                 |                                          | (0:1) | 18' Paixão · 67' Kubicki · 78' Nalepa | Stadion Zagłębia Lubin, Lubin Widzów: 3 280 Sędzia: Krzysztof Jakubik (Siedlce) |
| 20:30                 | Jach 52' · Pieńko 85' · Filip Kocaba 89' | (0:1) | 26' Stec · 89' Abu Hanna              | Stadion Zagłębia Lubin, Lubin Widzów: 3 280 Sędzia: Krzysztof Jakubik (Siedlce) |

### 15. kolejka (28 – 31 października)
| 128 października 2022 | Miedź Legnica                                        | 2:4   | Pogoń Szczecin                         |                                                                                   |
| 18:00                 | Obieta 6', 45'                                       | (2:2) | 11', 13', 75' Kowalczyk · 67' Grosicki | Stadion Miejski w Legnicy, Legnica Widzów: 5 332 Sędzia: Łukasz Kuźma (Białystok) |
| 18:00                 | Carolina 10' · Gülen 24' · Obieta 55' · Martínez 75' | (2:2) | 8' Kucharczyk · 90+2' Malec            | Stadion Miejski w Legnicy, Legnica Widzów: 5 332 Sędzia: Łukasz Kuźma (Białystok) |

| 228 października 2022 | Górnik Zabrze                                              | 3:0   | Widzew Łódź                             |                                                                                       |
| 20:30                 | Włodarczyk 18', 45+6' · Podolski 24'                       | (3:0) |                                         | Stadion im. Ernesta Pohla, Zabrze Widzów: 19 493 Sędzia: Jarosław Przybył (Kluczbork) |
| 20:30                 | Pacheco 37' · Szcześniak 57' · Jules 67' · Bergström 90+2' | (3:0) | 53' Sánchez · 59' Miloš · 72' Stępiński | Stadion im. Ernesta Pohla, Zabrze Widzów: 19 493 Sędzia: Jarosław Przybył (Kluczbork) |

| 329 października 2022 | Korona Kielce                     | 1:1   | Piast Gliwice |                                                                |
| 15:00                 | Łukowski 16'                      | (1:0) | 77' Wilczek   | Suzuki Arena, Kielce Widzów: 6 628 Sędzia: Damian Kos (Gdańsk) |
| 15:00                 | Danek 57' · Marcin Szpakowski 80' | (1:0) | 67' Kądzior   | Suzuki Arena, Kielce Widzów: 6 628 Sędzia: Damian Kos (Gdańsk) |

| 429 października 2022 | Jagiellonia Białystok                                                                               | 2:5   | Legia Warszawa                                      |                                                                                |
| 17:30                 | Gual 16' · Kowalski 78'                                                                             | (1:3) | 28', 40', 72' Josué · 30' Mladenović · 48' Nawrocki | Stadion Miejski, Białystok Widzów: 16 635 Sędzia: Damian Sylwestrzak (Wrocław) |
| 17:30                 | Puerto 43' · Pospíšil 45+1' · Černych 45+6' · Matysik 50' · Nené 78' · Wojciechowski 85' · Gual 86' | (1:3) | 78' Mladenović                                      | Stadion Miejski, Białystok Widzów: 16 635 Sędzia: Damian Sylwestrzak (Wrocław) |

| 529 października 2022 | Wisła Płock              | 1:2   | Śląsk Wrocław             |                                                                                      |
| 20:00                 | Warchoł 84'              | (0:0) | 61' Yeboah · 90' Olsen    | Stadion im. Kazimierza Górskiego, Płock Widzów: 4 100 Sędzia: Tomasz Musiał (Kraków) |
| 20:00                 | Furman 49' · Tomasik 70' | (0:0) | 39' García · 40' Verdasca | Stadion im. Kazimierza Górskiego, Płock Widzów: 4 100 Sędzia: Tomasz Musiał (Kraków) |

| 630 października 2022 | Zagłębie Lubin           | 0:2   | Cracovia                 |                                                                                |
| 12:30                 |                          | (0:0) | 67' Källman · 86' Makuch | Stadion Zagłębia Lubin, Lubin Widzów: 4 012 Sędzia: Bartosz Frankowski (Toruń) |
| 12:30                 | Kopacz 77' · Hinokio 84' | (0:0) | 53' Râpă                 | Stadion Zagłębia Lubin, Lubin Widzów: 4 012 Sędzia: Bartosz Frankowski (Toruń) |

| 730 października 2022 | Lechia Gdańsk                    | 1:0   | Stal Mielec                   |                                                                                      |
| 15:00                 | Zwoliński 73'                    | (0:0) |                               | Polsat Plus Arena Gdańsk, Gdańsk Widzów: 6 920 Sędzia: Tomasz Kwiatkowski (Warszawa) |
| 15:00                 | Pietrzak 90+2' · Zwoliński 90+3' | (0:0) | 16' Ratajczyk · 45+1' Hamulić | Polsat Plus Arena Gdańsk, Gdańsk Widzów: 6 920 Sędzia: Tomasz Kwiatkowski (Warszawa) |

| 830 października 2022 | Lech Poznań                                                                          | 1:2   | Raków Częstochowa                                         |                                                                           |
| 17:30                 | Skóraś 67'                                                                           | (0:0) | 49' Kun · 90+3' Piasecki                                  | Stadion Poznań, Poznań Widzów: 22 817 Sędzia: Paweł Raczkowski (Warszawa) |
| 17:30                 | Šatka 8' · Szymczak 59' · Ishak 85' · Skóraś 89' · Marchwiński 90+3' · Sobiech 90+7' | (0:0) | 73' Tudor · 89' Wdowiak · 90+5' Arsenić · 90+7' Kovačević | Stadion Poznań, Poznań Widzów: 22 817 Sędzia: Paweł Raczkowski (Warszawa) |

| 931 października 2022 | Radomiak Radom                      | 2:3   | Warta Poznań                               | |
| 19:00                 | Machado 46' · Nascimento 64' (sam.) | (0:2) | 20' (sam.) Kobylak · 32' Luís · 65' Zreľák | Stadion Lekkoatletyczno-Piłkarski im. Marszałka Józefa Piłsudskiego, Radom Widzów: 3 485 Sędzia: Sebastian Krasny (Kraków) |
| 19:00                 | 18' Mäenpää                         | (0:2) |                                            | Stadion Lekkoatletyczno-Piłkarski im. Marszałka Józefa Piłsudskiego, Radom Widzów: 3 485 Sędzia: Sebastian Krasny (Kraków) |

### 16. kolejka (4 – 6 listopada)
| 14 listopada 2022 | Stal Mielec                             | 3:0   | Zagłębie Lubin              | |
| 18:00             | Wlazło 56' (k) · Hamulić 75' · Żyra 85' | (0:0) |                             | Stadion Miejskiego Ośrodka Sportu i Rekreacji w Mielcu, Mielec Widzów: 4 871 Sędzia: Łukasz Kuźma Białystok |
| 18:00             | Wlazło 35' · Hiszpański 61' · Kruk 80'  | (0:0) | 34' Kłudka · 89' Kobusiński | Stadion Miejskiego Ośrodka Sportu i Rekreacji w Mielcu, Mielec Widzów: 4 871 Sędzia: Łukasz Kuźma Białystok |

| 24 listopada 2022 | Legia Warszawa                  | 2:1   | Lechia Gdańsk                                           | |
| 20:30             | Kuciak 74' (sam.) · Ribeiro 87' | (0:0) | 57' Zwoliński                                           | Stadion Miejski Legii Warszawa im. Marszałka Józefa Piłsudskiego, Warszawa Widzów: 20 946 Sędzia: Wojciech Myć (Lublin) |
| 20:30             | Mladenović 73'                  | (0:0) | 34' Tobers · 50' Nalepa · 69' Zwoliński · 90+1' Diabaté | Stadion Miejski Legii Warszawa im. Marszałka Józefa Piłsudskiego, Warszawa Widzów: 20 946 Sędzia: Wojciech Myć (Lublin) |

| 35 listopada 2022 | Piast Gliwice           | 0:2   | Warta Poznań               |                                                                          |
| 12:30             |                         | (0:1) | 31' Luís · 80' Stawropulos | Stadion Miejski, Gliwice Widzów: 4 235 Sędzia: Krzysztof Jakubik Siedlce |
| 12:30             | Dziczek 50' · Muñoz 84' | (0:1) | 53' Szymonowicz            | Stadion Miejski, Gliwice Widzów: 4 235 Sędzia: Krzysztof Jakubik Siedlce |

| 45 listopada 2022 | Cracovia                                              | 1:0   | Jagiellonia Białystok |                                                                                            |
| 15:00             | Rodin 77'                                             | (0:0) |                       | Stadion Cracovii im. Józefa Piłsudskiego, Kraków Widzów: 9 628 Sędzia: Piotr Lasyk (Bytom) |
| 15:00             | Sipľak 7' · Jablonský 48' · Knap 90+2' · Makuch 90+5' | (0:0) | 90+1' Kowalski        | Stadion Cracovii im. Józefa Piłsudskiego, Kraków Widzów: 9 628 Sędzia: Piotr Lasyk (Bytom) |

| 55 listopada 2022 | Pogoń Szczecin           | 1:4   | Górnik Zabrze                                             | |
| 17:30             | Zahovič 42'              | (1:1) | 5' Paluszek · 53' Okunuki · 56' Włodarczyk · 73' Podolski | Stadion Miejski im. Floriana Krygiera, Szczecin Widzów: 19 615 Sędzia: Tomasz Kwiatkowski (Warszawa) |
| 17:30             | Zahovič 15' · Borges 57' | (1:1) | 72' Vrhovec                                               | Stadion Miejski im. Floriana Krygiera, Szczecin Widzów: 19 615 Sędzia: Tomasz Kwiatkowski (Warszawa) |

| 65 listopada 2022 | Raków Częstochowa                                                  | 7:1   | Wisła Płock                        | |
| 20:00             | Gutkovskis 3', 7', 37' (k), 40' · Nowak 60' · Koczerhin 88', 90+1' | (4:1) | 45+1' Davo                         | Miejski Stadion Piłkarski Raków w Częstochowie, Częstochowa Widzów: 5 367 Sędzia: Damian Sylwestrzak (Wrocław) |
| 20:00             | Svarnas 14' · Petrášek 17' · Długosz 44' · Piasecki 78'            | (4:1) | 21' Davo · 78' Lesniak · 90' Rasak | Miejski Stadion Piłkarski Raków w Częstochowie, Częstochowa Widzów: 5 367 Sędzia: Damian Sylwestrzak (Wrocław) |

| 76 listopada 2022 | Miedź Legnica                                                   | 1:0   | Śląsk Wrocław |                                                                                 |
| 12:30             | Chuca 41'                                                       | (1:0) |               | Stadion Miejski w Legnicy, Legnica Widzów: 5 418 Sędzia: Piotr Urban (Warszawa) |
| 12:30             | Mijušković 51' · Dominguez 80' · Matuszek 85' · Henríquez 90+2' | (1:0) | 53' Olsen     | Stadion Miejski w Legnicy, Legnica Widzów: 5 418 Sędzia: Piotr Urban (Warszawa) |

| 86 listopada 2022 | Widzew Łódź                       | 1:3   | Radomiak Radom                                                                 |                                                                               |
| 15:00             | Sánchez 50'                       | (0:2) | 2' Grzybek · 27' Semedo · 90+1' Machado                                        | Stadion Widzewa Łódź, Łódź Widzów: 17 006 Sędzia: Paweł Raczkowski (Warszawa) |
| 15:00             | Kreuzriegler 6' · Pawłowski 90+2' | (0:2) | 37' Nascimento · 45+1' Justiniano · 58' Grzybek · 65' Abramowicz · 73' Kobylak | Stadion Widzewa Łódź, Łódź Widzów: 17 006 Sędzia: Paweł Raczkowski (Warszawa) |

| 96 listopada 2022 | Lech Poznań                                 | 3:2   | Korona Kielce                                              |                                                                          |
| 17:30             | Ishak 41' (k) · Amaral 47' · Szymczak 90+3' | (1:0) | 56' (k) Łukowski · 79' (k) Podgórski                       | Stadion Poznań, Poznań Widzów: 12 745 Sędzia: Bartosz Frankowski (Toruń) |
| 17:30             | Amaral 52'                                  | (1:0) | 36' Takáč · 39' Trojak · 73' Balić · 89' Marcin Szpakowski | Stadion Poznań, Poznań Widzów: 12 745 Sędzia: Bartosz Frankowski (Toruń) |

### 17. kolejka (11 – 13 listopada)
| 111 listopada 2022 | Warta Poznań               | 1:1   | Stal Mielec | |
| 18:00              | Grzesik 90+3'              | (0:0) | 66' Hamulić | Stadion Dyskobolii Grodzisk Wielkopolski, Grodzisk Wielkopolski Widzów: 2 466 Sędzia: Jarosław Przybył (Kluczbork) |
| 18:00              | Mäenpää 34' · Destan 90+1' | (0:0) |             | Stadion Dyskobolii Grodzisk Wielkopolski, Grodzisk Wielkopolski Widzów: 2 466 Sędzia: Jarosław Przybył (Kluczbork) |

| 211 listopada 2022 | Wisła Płock                 | 1:0   | Cracovia                    |                                                                                  |
| 20:30              | Wolski 66'                  | (0:0) |                             | Stadion im. Kazimierza Górskiego, Płock Widzów: 4 197 Sędzia: Paweł Malec (Łódź) |
| 20:30              | Szwoch 45' · Rzeźniczak 60' | (0:0) | 42' Rodin · 47', 80' Oshima | Stadion im. Kazimierza Górskiego, Płock Widzów: 4 197 Sędzia: Paweł Malec (Łódź) |

| 312 listopada 2022 | Korona Kielce                  | 0:1   | Widzew Łódź     |                                                                         |
| 12:30              |                                | (0:0) | 90+1' Miloš     | Suzuki Arena, Kielce Widzów: 9 385 Sędzia: Damian Sylwestrzak (Wrocław) |
| 12:30              | Śpiączka 45+4' · Podgórski 83' | (0:0) | 17' Terpiłowski | Suzuki Arena, Kielce Widzów: 9 385 Sędzia: Damian Sylwestrzak (Wrocław) |

| 412 listopada 2022 | Górnik Zabrze | 0:3   | Miedź Legnica                           |                                                                                 |
| 15:00              |               | (0:2) | 34' Narsingh · 40' Matuszek · 72' Chuca | Stadion im. Ernesta Pohla, Zabrze Widzów: 15 723 Sędzia: Tomasz Musiał (Kraków) |
| 15:00              | Podolski 67'  | (0:2) | 22' Kostka · 58' Gülen                  | Stadion im. Ernesta Pohla, Zabrze Widzów: 15 723 Sędzia: Tomasz Musiał (Kraków) |

| 512 listopada 2022 | Jagiellonia Białystok  | 1:2   | Lech Poznań                  |                                                                                |
| 17:30              | Skrzypczak 45+1'       | (1:1) | 45+6' Ishak · 90+1' Szymczak | Stadion Miejski, Białystok Widzów: 10 167 Sędzia: Daniel Stefański (Bydgoszcz) |
| 17:30              | Łaski 38' · Nené 45+3' | (1:1) | 25' Skóraś · 53' Czerwiński  | Stadion Miejski, Białystok Widzów: 10 167 Sędzia: Daniel Stefański (Bydgoszcz) |

| 612 listopada 2022 | Zagłębie Lubin                             | 1:2   | Raków Częstochowa         |                                                                                 |
| 20:00              | Chodyna 88' (k)                            | (0:2) | 18' Sorescu · 28' Svarnas | Stadion Zagłębia Lubin, Lubin Widzów: 4 658 Sędzia: Paweł Raczkowski (Warszawa) |
| 20:00              | Łakomy 80' · Burić 82' · Giorbelidze 90+2' | (0:2) | 82' Wdowiak               | Stadion Zagłębia Lubin, Lubin Widzów: 4 658 Sędzia: Paweł Raczkowski (Warszawa) |

| 713 listopada 2022 | Radomiak Radom                                                   | 1:2   | Pogoń Szczecin                                    | |
| 12:30              | Grzybek 69'                                                      | (0:0) | 52' (k) Grosicki · 90' Dąbrowski                  | Stadion Lekkoatletyczno-Piłkarski im. Marszałka Józefa Piłsudskiego, Radom Widzów: 3 406 Sędzia: Damian Kos (Wejherowo) |
| 12:30              | Cichocki 40', 50' · Leândro 50', 90+7' · Machado 62' · Alves 62' | (0:0) | 60' Łęgowski · 90+1' Dąbrowski · 90+8' Fornalczyk | Stadion Lekkoatletyczno-Piłkarski im. Marszałka Józefa Piłsudskiego, Radom Widzów: 3 406 Sędzia: Damian Kos (Wejherowo) |

| 813 listopada 2022 | Lechia Gdańsk | 1:3   | Piast Gliwice                                       |                                                                                   |
| 15:00              | Nalepa 86'    | (0:1) | 43' (sam.) Kuciak · 63' (k) Dziczek · 90+7' Chrapek | Polsat Plus Arena Gdańsk, Gdańsk Widzów: 7 102 Sędzia: Bartosz Frankowski (Toruń) |
| 15:00              | 84' Chrapek   | (0:1) |                                                     | Polsat Plus Arena Gdańsk, Gdańsk Widzów: 7 102 Sędzia: Bartosz Frankowski (Toruń) |

| 913 listopada 2022 | Śląsk Wrocław                                  | 0:0   | Legia Warszawa                                   |                                                                    |
| 17:30              |                                                | (0:0) |                                                  | Tarczyński Arena, Wrocław Widzów: 21 947 Sędzia: Piotr Lasyk Bytom |
| 17:30              | Leszczyński 21' · Verdasca 50' · Bejger 90+16' | (0:0) | 46' Jędrzejczyk · 90' Slisz · 90+17' Augustyniak | Tarczyński Arena, Wrocław Widzów: 21 947 Sędzia: Piotr Lasyk Bytom |